# Liste der Biografien/Krug
Liste der Biografien |
Portal Biografien |
Personensuche
# |
A |
B |
C |
D |
E |
F |
G |
H |
I |
J |
K |
L |
M |
N |
O |
P |
Q |
R |
S |
T |
U |
V |
W |
X |
Y |
Z |
?
 
Ka |
Kb |
Kc |
Kd |
Ke |
Kf |
Kg |
Kh |
Ki |
Kj |
Kl |
Km |
Kn |
Ko |
Kp |
Kr |
Ks |
Kt |
Ku |
Kv |
Kw |
Ky |
Kx |
Kz
 
Kra |
Krb |
Krc |
Kre |
Krg |
Krh |
Kri |
Krj |
Krk |
Krl |
Krm |
Krn |
Kro |
Krp |
Krs |
Krt |
Kru |
Kry |
Krz
 
Krua |
Krub |
Kruc |
Krud |
Krue |
Kruf |
Krug |
Kruh |
Krui |
Kruj |
Kruk |
Krul |
Krum |
Krun |
Kruo |
Krup |
Krus |
Krut |
Kruu |
Kruy |
Kruz
Die Liste der Biografien führt alle Personen auf, die in der deutschsprachigen Wikipedia einen Artikel haben. Dieses ist eine Teilliste mit 539 Einträgen von Personen, deren Namen mit den Buchstaben „Krug“ beginnt.

## Krug
- Krug Guedes, Roger (* 1996), brasilianischer FußballspielerRoger Krug Guedes (* 1996)

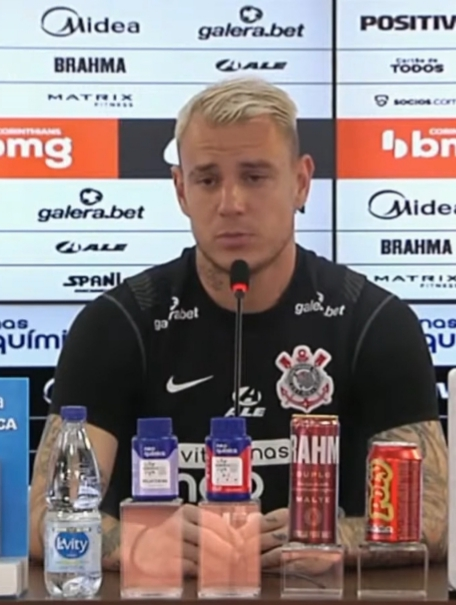
Roger Krug Guedes (* 1996)

- Krug von Nidda und von Falkenstein, Friedrich (1860–1934), deutscher Verwaltungsjurist und Politiker (DNVP)
- Krug von Nidda, Carl (1820–1880), sächsischer Generalleutnant
- Krug von Nidda, Carl Ludwig (1885–1976), deutscher Jurist
- Krug von Nidda, Christian Ludwig (1774–1851), preußischer Landrat
- Krug von Nidda, Friedrich Albert Franz (1776–1843), deutscher Autor
- Krug von Nidda, Friedrich Wilhelm (1704–1765), preußischer Kammergerichtsrat und Unternehmer
- Krug von Nidda, Gustav (1836–1918), deutscher Verwaltungsjurist und Ministerialbeamter, großherzoglich hessischer Staatsrat, stellvertretender Bevollmächtigter zum Bundesrat
- Krug von Nidda, Hans (1857–1922), sächsischer General der Kavallerie im Ersten Weltkrieg
- Krug von Nidda, Louis (1821–1902), preußischer Offizier und Politiker, MdR
- Krug von Nidda, Otto Ludwig (1810–1885), deutscher Bergrat und Politiker (DFP), MdR
- Krug von Nidda, Roland (1895–1968), deutscher Diplomat
- Krug von Nidda, Thassilo (1814–1871), preußischer Generalmajor
- Krug von Nidda, Theodor Christoph (1653–1719), deutscher Berghauptmann, Mediziner und Leibarzt des Großen Kurfürsten
- Krug, Anna, deutsche Rechtsanwältin und Verfassungsrichterin
- Krug, Antje (* 1940), deutsche Klassische Archäologin
- Krug, Armin (* 1963), deutscher Schauspieler
- Krug, Arnold (1849–1904), deutscher Pianist, Komponist und MusikpädagogeArnold Krug (1849–1904)

Arnold Krug (1849–1904)

- Krug, August (1815–1856), deutschamerikanischer Unternehmer und Brauer
- Krug, August Otto (1805–1867), deutscher Jurist
- Krug, August Otto (1868–1945), deutscher Jurist, Hochschullehrer und Verwaltungsbeamter
- Krug, Barbara (* 1956), deutsche Leichtathletin und Olympiamedaillengewinnerin
- Krug, Bernhard (* 1949), deutscher Maler
- Krug, Bettina (* 1953), deutsche Fußballspielerin
- Krug, Bonifaz (1838–1909), italienischer Benediktinerabt
- Krug, Bruno (1874–1964), deutscher Kommunalpolitiker
- Krug, Burkard (1930–2006), deutscher evangelischer Pfarrer und Theologe
- Krug, Carl (* 1874), deutscher Chemiker, Montanwissenschaftler und Metallurge
- Krug, Carl Wilhelm Leopold (1833–1898), deutscher Botaniker, Autor und Mäzen
- Krug, Cassidy (* 1985), US-amerikanische Wasserspringerin
- Krug, Christa (1936–2001), deutsche Malerin und Grafikerin
- Krug, Christian (* 1965), deutscher Journalist
- Krug, Daniel (* 1983), deutscher Volleyballspieler und -trainer
- Krug, Dietmar (* 1963), deutscher Schriftsteller und Journalist
- Krug, Eberhard (1927–1978), deutscher Hörspielsprecher und Schauspieler
- Krug, Elsa, deutsche Politikerin (USPD), MdL
- Krug, Fanny (* 1970), deutsche Sängerin
- Krug, Felix (* 1908), deutscher SS-Führer
- Krug, Franz (1935–2022), deutscher Politiker (CSU)
- Krug, Franz Valentin (1904–1993), deutscher Seelsorger, Widerstandskämpfer, Dichter und Künstler
- Krug, Frederick (1833–1919), deutschamerikanischer Bierbrauer und der Begründer der Fred Krug Brewing Co
- Krug, Fritz (1894–1980), deutscher Sozialdemokrat und Widerstandskämpfer gegen den Nationalsozialismus
- Krug, Georg (1801–1878), deutscher Richter, Politiker und Landtagsabgeordneter Großherzogtum Hessen
- Krug, Georg (1906–1989), deutscher Landwirt und Politiker (CSU), MdB
- Krug, Gerhard (1899–1978), deutscher Numismatiker
- Krug, Gerhard (1936–2011), deutscher Zeitschriften- und Fernsehjournalist und Fußballspieler
- Krug, Günther (* 1942), deutscher Politiker (SPD), MdA
- Krug, Hans-Jürgen (* 1952), deutscher Medienwissenschaftler und Journalist
- Krug, Heinrich (1862–1950), deutscher Unternehmer und Politiker, MdL
- Krug, Heinrich (* 1911), deutscher Wasserballspieler
- Krug, Heinz (* 1913), deutscher Jurist und Händler von Waffentechnik
- Krug, Hellmut (* 1956), deutscher Fußballschiedsrichter
- Krug, Herbert (1919–1992), deutscher Ingenieur und Hochschullehrer
- Krug, Herbert (1937–2010), deutscher Dressurreiter
- Krug, Hildegard (1927–2012), deutsche Schriftstellerin
- Krug, Jakob (1877–1965), deutscher Architekt
- Krug, Joachim (* 1955), deutscher Fußballspieler, -trainer und Autor
- Krug, Johann Gottfried (1737–1811), deutscher Orgelbauer
- Krug, Johann Philipp (1764–1844), deutsch-russischer Numismatiker und Historiker
- Krug, Johann-Joseph (1800–1866), deutscher Unternehmer und Gründer des Champagnerhauses KrugJohann-Joseph Krug (1800–1866)

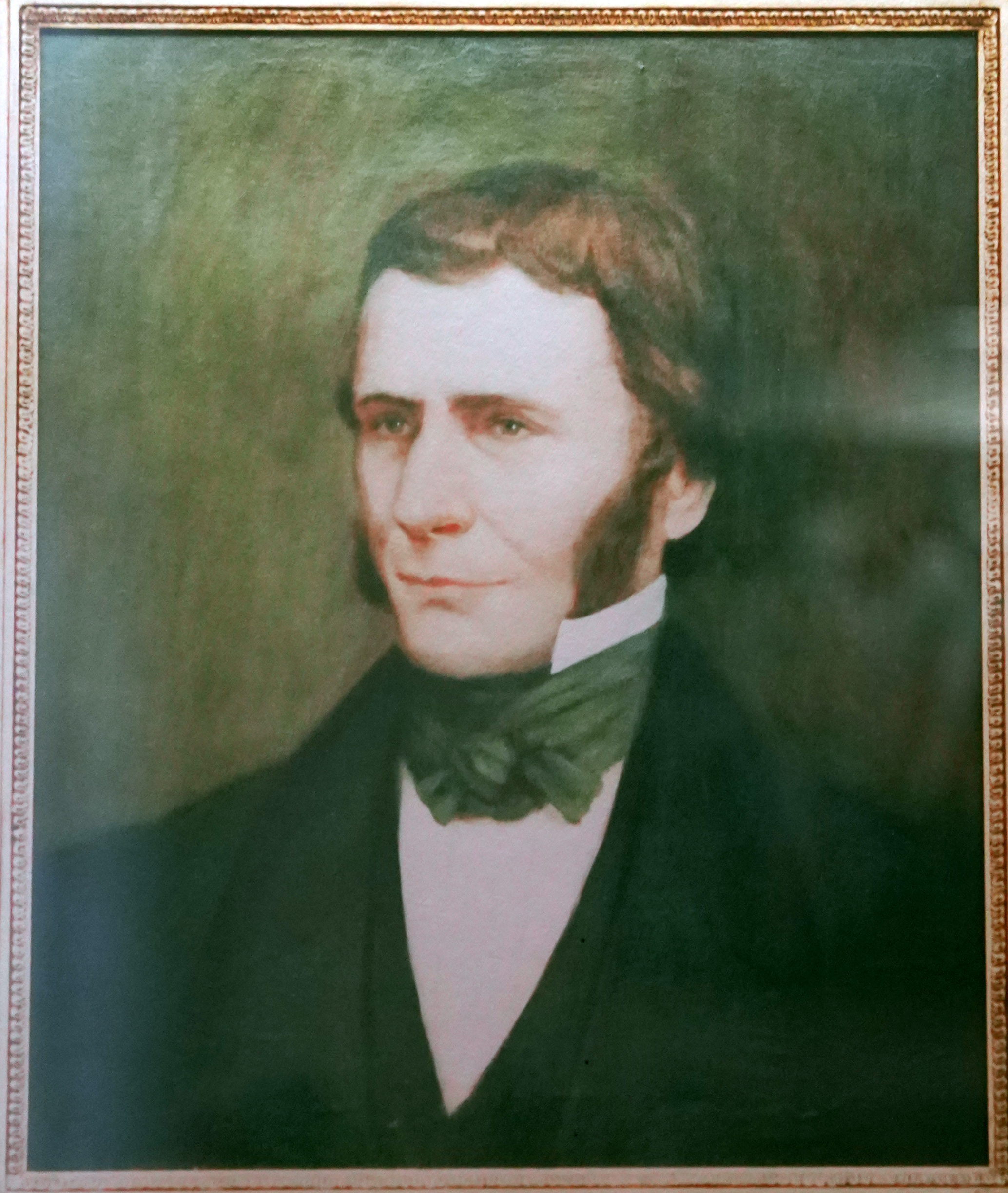
Johann-Joseph Krug (1800–1866)

- Krug, Johannes V. († 1613), deutscher Benediktinerabt
- Krug, Josia (* 1990), deutscher Schauspieler
- Krug, Julius Albert (1907–1970), US-amerikanischer Wirtschaftsmanager, Politiker und Innenminister
- Krug, Jürgen (* 1944), deutscher Sportwissenschaftler und Hochschullehrer
- Krug, Karl (1900–1983), deutscher Maler
- Krug, Karl Adolfowitsch (1873–1952), russischer Elektrotechniker
- Krug, Karl-Heinz (* 1922), deutscher LDPD-Funktionär
- Krug, Klaus (1941–2025), deutscher Chemiker und Wissenschaftshistoriker
- Krug, Konrad Maria (1892–1964), deutscher Philologe
- Krug, Leopold (1770–1843), deutscher Nationalökonom und Statistiker
- Krug, Lilly (* 2001), deutsche Schauspielerin
- Krug, Ludwig (1869–1943), deutscher Reichsgerichtsrat
- Krug, Manfred (1937–2016), deutscher Schauspieler und SängerManfred Krug (1937–2016)

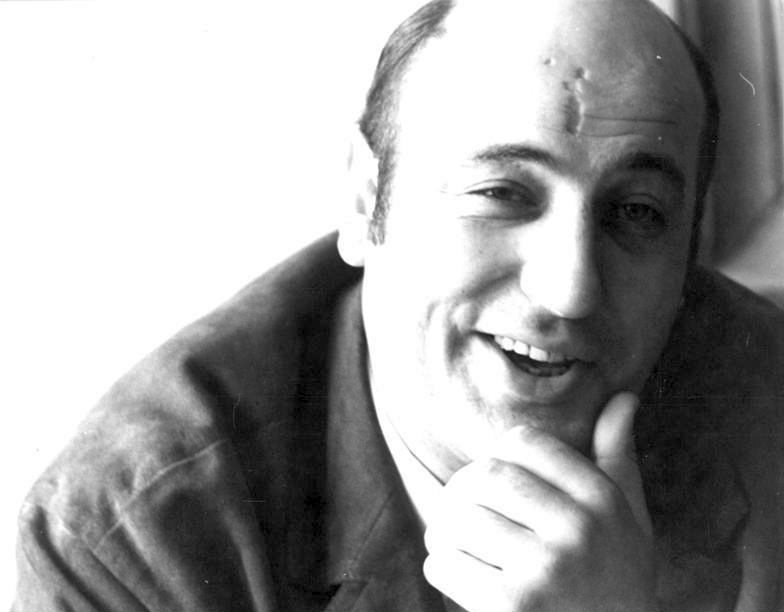
Manfred Krug (1937–2016)

- Krug, Manuel (* 1964), deutscher Fotograf
- Krug, Maria (1855–1929), deutsche Schriftstellerin (Pseudonym Alinda Jacoby)
- Krug, Maxi (* 1996), deutsche Fußballspielerin
- Krug, Michail Wladimirowitsch (1962–2002), russischer Sänger
- Krug, Nora (* 1977), deutsch-amerikanische IllustratorinNora Krug (* 1977)

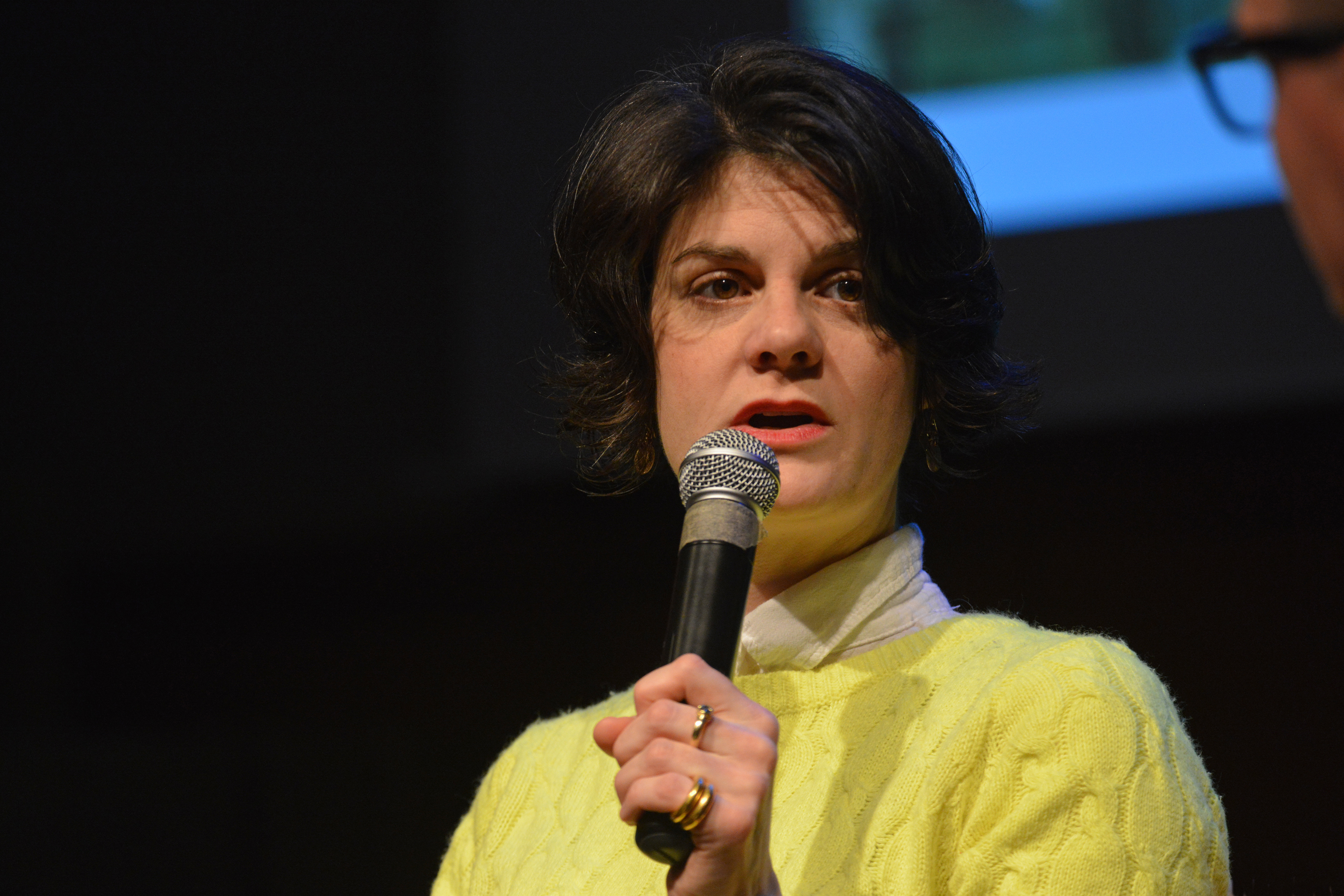
Nora Krug (* 1977)

- Krug, Otto (1863–1927), deutscher Lebensmittelchemiker
- Krug, Ottomar (1891–1976), deutscher Kommunalpolitiker und Autor
- Krug, Peter († 1598), österreichischer Architekt und Steinmetz
- Krug, Peter (* 1943), deutscher Geistlicher, Bischof der Evangelisch-lutherischen Kirche in Oldenburg
- Krug, Petra (* 1963), deutsche Hürdenläuferin
- Krug, Philipp (1864–1925), deutscher Politiker (Zentrumspartei), MdL Preußen
- Krug, Reinhold (1926–1991), deutscher Musiker, Komponist und Professor
- Krug, Sabine (1926–1969), deutsche Schauspielerin
- Krug, Siegfried (1939–1968), deutsches Maueropfer
- Krug, Steve (* 1950), User Experience-Experte und Autor
- Krug, Thelma (* 1951), brasilianische Mathematikerin und Professorin im Bereich der Geowissenschaften und des Klimawandels
- Krug, Torey (* 1991), US-amerikanischer Eishockeyspieler
- Krug, Victoria (* 1998), deutsche Fußballspielerin
- Krug, Wilfried (1931–1988), deutscher Heldentenor
- Krug, Wilhelm Traugott (1770–1842), deutscher PhilosophWilhelm Traugott Krug (1770–1842)

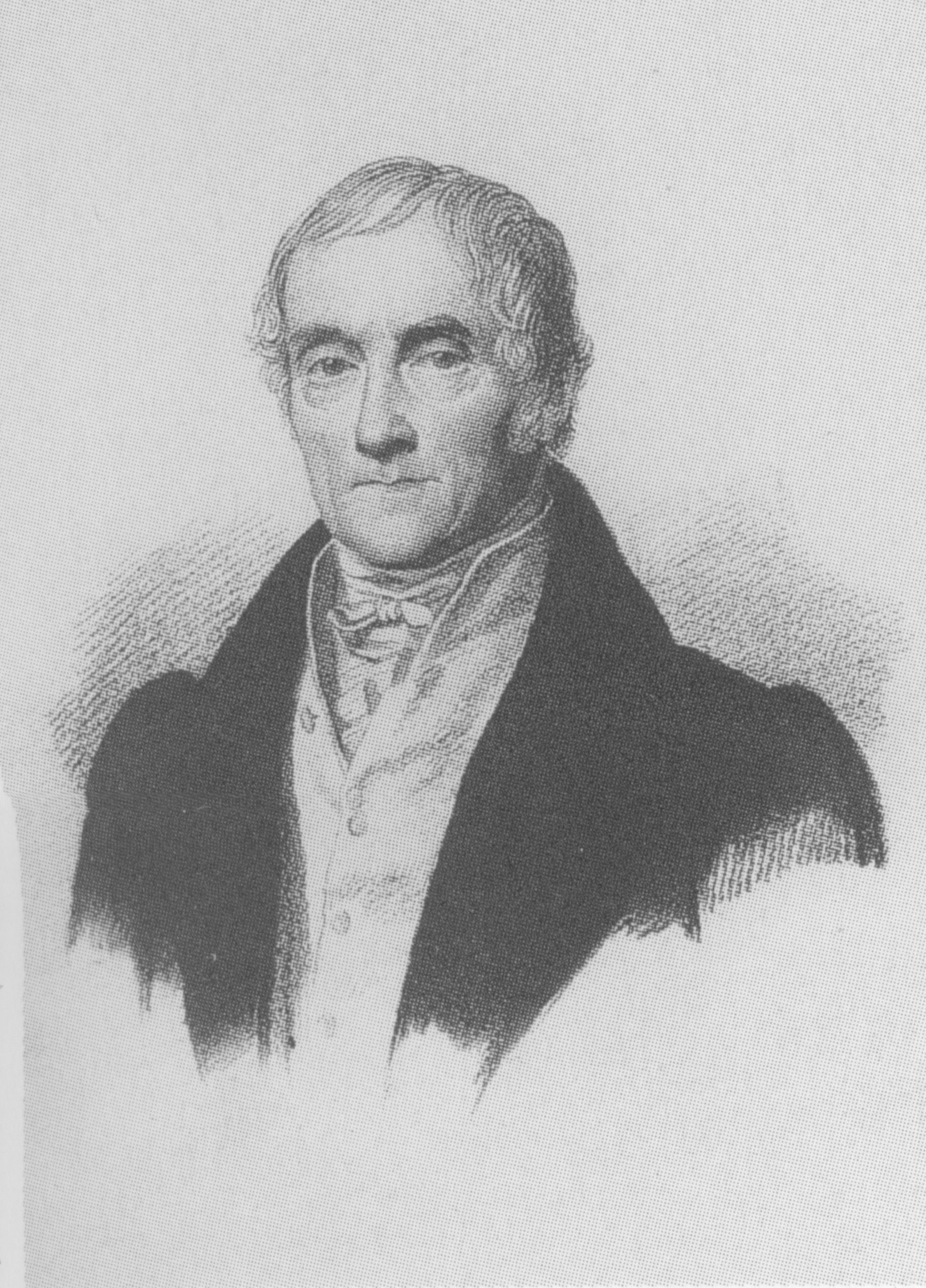
Wilhelm Traugott Krug (1770–1842)

- Krug, Willi (1894–1974), deutscher Elektrotechniker und Hochschullehrer
- Krug, Wolfgang (1936–2021), deutscher Autorennfahrer der DDR
- Krug-Metzinger, Anja (* 1966), deutsche Journalistin, Autorin, Filmregisseurin und Filmproduzentin
- Krug-Waldsee, Josef (1858–1915), deutscher Dirigent und Komponist

### Kruge
- Kruge, Kurt (1857–1926), preußischer Generalleutnant

#### Krugel
- Krugel, Anri (* 1995), namibische Radsportlerin
- Krügel, Armin, Schweizer Nordischer Kombinierer und Skisprungfunktionär
- Krügel, Heinz (1921–2008), deutscher Fußballspieler und -trainer
- Krügel, Kuno (* 1910), deutscher Fußballspieler und -trainer
- Krügel, Marcel (1893–1973), Schweizer Unternehmer
- Krügel, Mareike (* 1977), deutsche Schriftstellerin
- Krügel, Siegfried (1915–2000), deutscher evangelischer Theologe
- Krugel-Hartig, Fiete (1898–1982), deutsche Schauspielerin

#### Krugen
- Krügener, Rudolf (1847–1913), deutscher Unternehmer in der Fotoindustrie

#### Kruger

##### Kruger G
- Kruger Gray, George (1880–1943), britischer Künstler, Medailleur und Designer

##### Kruger, A – Kruger, Z

###### Kruger, A
- Krüger, Aaron (* 1989), guamisch-deutscher Fußballspieler
- Krüger, Adolf (1892–1974), deutscher Gewerkschafter und Politiker (SPD), MdL
- Krüger, Albert Peter Johann (1810–1883), deutscher Schauspieler, Schriftsteller und Dichter
- Krüger, Alexander (* 1969), deutscher Basketballspieler
- Krüger, Alexis (* 1972), deutscher Schau- und Puppenspieler
- Krüger, Alfred (1904–1992), deutscher Politiker (CDU), MdL
- Krüger, Alfred (1920–1982), deutscher Manager, Generaldirektor der Mitropa in der DDR
- Kruger, Alma († 1960), US-amerikanische Schauspielerin
- Krüger, André (* 1960), deutscher Fußballhistoriker und -fan
- Krüger, André (1979–2021), deutscher American-Football-Spieler
- Krüger, Andreas (1719–1759), deutscher Maler und Architekt
- Krüger, Andreas (* 1963), deutscher Musikproduzent
- Krüger, Andreas (* 1964), deutscher Facharzt für Kinder- und Jugendpsychiatrie
- Krüger, Andreas Ludwig (1743–1822), deutscher Architekt und Kupferstecher
- Kruger, Anita (* 1977), namibische Schwimmerin
- Krüger, Anja (* 1964), deutsche Handballspielerin
- Krüger, Anke (* 1973), deutsche Chemikerin und Hochschullehrerin
- Krüger, Anna (1904–1991), deutsche Literaturwissenschaftlerin und Fachdidaktikerin der Literatur
- Krüger, Anna Feodorowna (1792–1814), deutsche Theaterschauspielerin
- Krüger, Anne (* 1979), deutsche Shorttrackerin
- Krüger, Answald (1918–1977), deutscher Theaterleiter und Drehbuchautor
- Krüger, Antje (* 1963), deutsche Juristin, Richterin am Bundesgerichtshof
- Krüger, Anton Ferdinand (1795–1857), sächsischer Kupferstecher und Kunstprofessor
- Krüger, Antonio, deutscher InformatikerAntonio Krüger

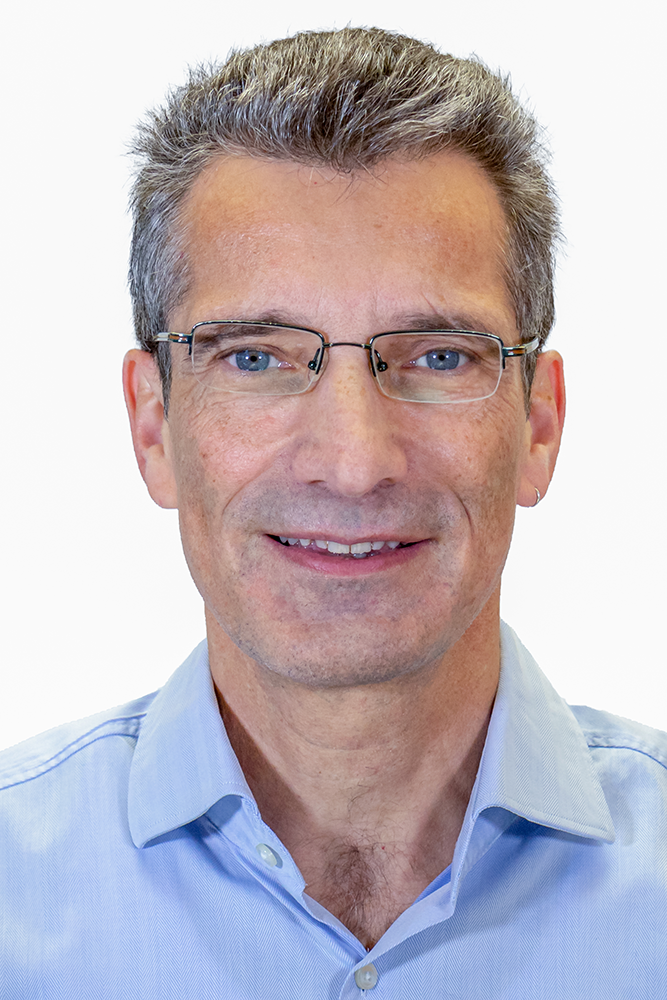
Antonio Krüger

- Krüger, Arnd (* 1944), deutscher Sporthistoriker
- Krüger, Arne (1929–2010), deutscher Gastronom, Verleger und Sachbuchautor
- Krüger, Arnold (1920–2011), deutscher Politiker (FDP), MdA
- Krüger, Arthur (* 1866), deutscher Bildhauer, Medailleur, Zeichner und Karikaturist
- Krüger, August (1793–1873), deutscher Altphilologe, Lehrer, Schulleiter und Autor
- Krüger, August (1863–1929), deutscher Politiker (SPD)

###### Kruger, B
- Kruger, Barbara (* 1945), US-amerikanische Künstlerin
- Krüger, Bartholomäus, deutscher Schriftsteller
- Krüger, Benjamin (* 1980), deutscher Schauspieler
- Krüger, Bernhard (1904–1989), deutscher SS-SturmbannführerBernhard Krüger (1904–1989)

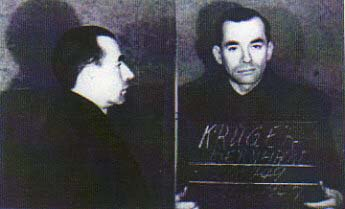
Bernhard Krüger (1904–1989)

- Krüger, Bernhard (1914–1997), deutscher Fußballspieler
- Krüger, Berthold (1877–1941), deutscher Politiker (DNVP), MdR
- Krüger, Bodo (* 1958), deutscher Chefredakteur
- Krüger, Brigitte (1913–1974), deutsche Auslandskorrespondentin
- Krüger, Bruno (1878–1931), deutscher Reichsgerichtsrat
- Krüger, Bruno (1922–1983), deutscher LDPD-Funktionär, Vorsitzender des BV Schwerin der LDPD
- Krüger, Bruno (1926–2022), deutscher Prähistoriker
- Krüger, Bum (1906–1971), deutscher Schauspieler, Hörspiel- und Synchronsprecher

###### Kruger, C
- Krüger, Carl (1815–1883), deutscher Jurist, Advokat und Abgeordneter
- Krüger, Carl Albert (1803–1875), deutscher Architekturmaler, Architekt und Baubeamter der Schinkelschule
- Krüger, Carl Wilhelm August (1797–1868), deutscher Jurist und Kunstsammler
- Krüger, Carmen (* 1966), deutsche Politikerin (CDU), MdL
- Krüger, Carsten Adolf (1847–1930), deutscher Politiker und Förderer der Bergedorf-Geesthachter Eisenbahn
- Krüger, Caspar (1899–1984), deutscher Politiker (CDU), MdB, MdL
- Krüger, Christian (* 1983), deutscher Eishockeytorwart
- Krüger, Christian Friedrich (1753–1840), deutscher Staatsminister
- Krüger, Christiane (* 1945), deutsche Schauspielerin
- Krüger, Christine (* 1947), deutsche Schauspielerin und Regisseurin
- Krüger, Christine G. (* 1975), deutsche Historikerin
- Krüger, Claudia, deutsche Ruderin
- Krüger, Claus (* 1949), deutscher Politiker (Bündnis 90/Die Grünen)

###### Kruger, D
- Krüger, Dennis (* 1993), deutscher Leichtathlet
- Krüger, Detlef (* 1943), deutscher Rugbyspieler und -trainer
- Krüger, Detlev H. (* 1950), deutscher Virologe
- Krüger, Detlof (1915–1996), deutscher Schauspieler, Regisseur und Intendant
- Kruger, Diane (* 1976), deutsche SchauspielerinDiane Kruger (* 1976)

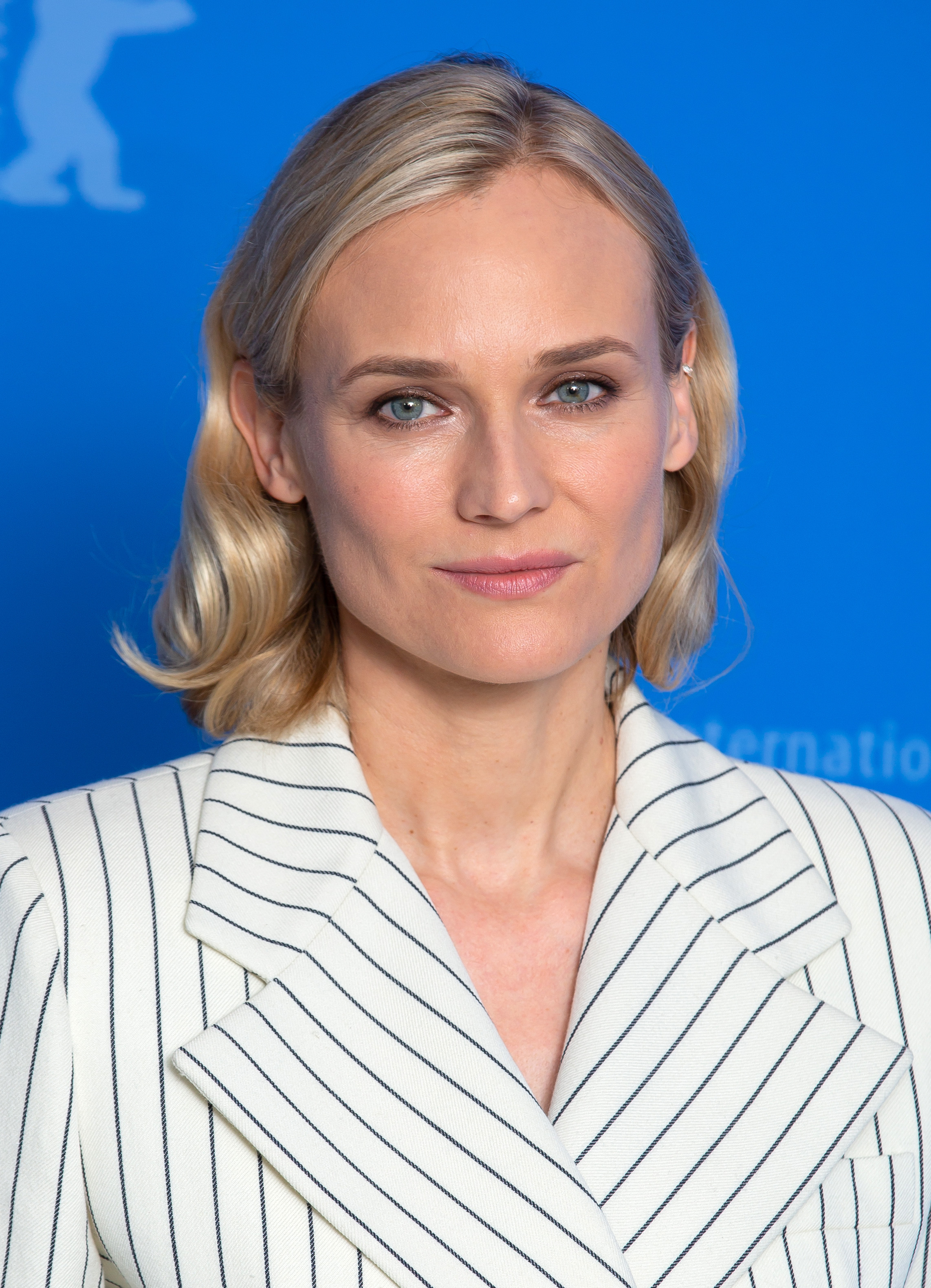
Diane Kruger (* 1976)

- Krüger, Dieter (* 1952), deutscher Leichtathlet
- Krüger, Dieter (* 1953), deutscher Historiker
- Krüger, Dirk (* 1940), deutscher Literaturwissenschaftler
- Krüger, Dirk (* 1970), deutscher Ökonom und Professor für Volkswirtschaftslehre
- Krüger, Dirk (* 1973), deutscher Boxer
- Krüger, Doris (1913–1950), deutsche Schauspielerin
- Krüger, Dorothee (* 1982), deutsche Schauspielerin
- Krüger, Dörte (* 1959), deutsche Crosslauf-Sommerbiathletin
- Krüger, Dörte (* 1967), deutsche Volleyballspielerin

###### Kruger, E
- Krüger, Eberhard (1927–2001), deutscher Mund-, Kiefer- und Gesichtschirurg und Hochschullehrer
- Krüger, Edith (1913–1988), deutsche Politikerin (SPD), MdBB
- Krüger, Edmund Carl Julius (1836–1909), deutschbaltischer Pädagoge und Archäologe
- Krüger, Eduard (1807–1885), deutscher Musikwissenschaftler, Komponist und Philologe
- Krüger, Eduard (1893–1963), deutscher Springreiter
- Krüger, Eduard (1901–1967), deutscher Architekt
- Kruger, Ehren (* 1972), US-amerikanischer Drehbuchautor und Produzent
- Krüger, Elisabeth (* 1864), deutsche Blumen- und Porträtmalerin
- Kruger, Eljonè (* 1998), südafrikanische Weitspringerin
- Krüger, Else (1915–2005), deutsche Sekretärin von Martin Bormann
- Krüger, Emil (1855–1925), deutscher Bauingenieur, Kulturtechniker, Baubeamter und Hochschullehrer
- Krüger, Emil (1869–1954), deutscher Archäologe
- Krüger, Emmy (1886–1976), deutsche Opernsängerin (Sopran)Emmy Krüger (1886–1976)

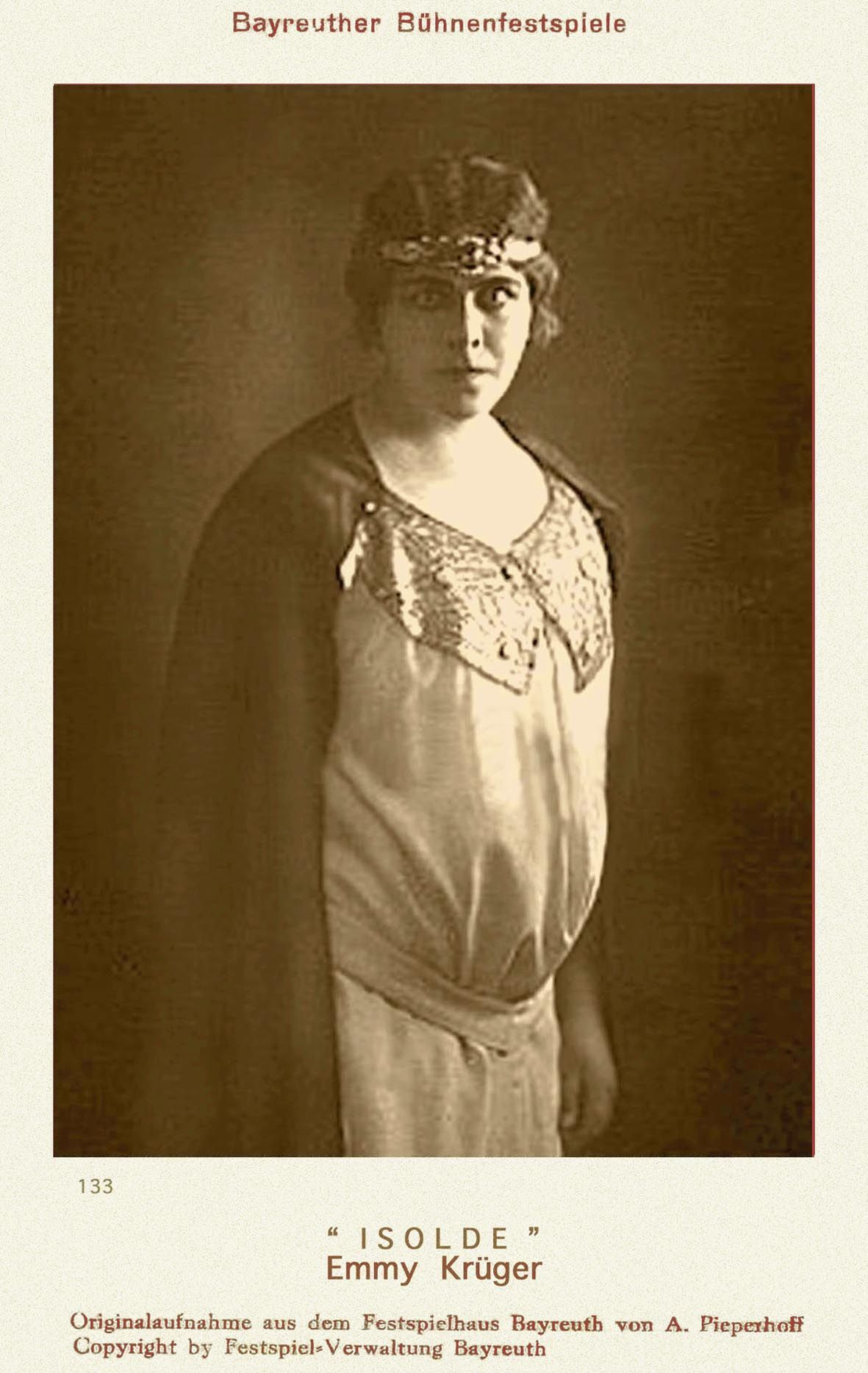
Emmy Krüger (1886–1976)

- Krüger, Ephraim Gottlieb (1756–1834), sächsischer Kupferstecher und Professor an der Dresdner Kunstakademie
- Krüger, Eric (* 1988), deutscher Leichtathlet
- Krüger, Erich (1891–1946), deutscher Schriftsteller und Politiker (LDP)
- Krüger, Erich (* 1893), deutscher Politiker (LDPD)
- Krüger, Erich (* 1894), deutscher Politiker (NSDAP), MdR, MdL
- Krüger, Erich (1897–1978), deutscher Maler
- Krüger, Erich (* 1906), deutscher Radsportler und Schrittmacher
- Krüger, Erika (* 1936), deutsche Stifterin; Ehrensenatorin der TU Bergakademie Freiberg
- Krüger, Ernst (1867–1926), deutscher Jurist und Landtagsabgeordneter in Mecklenburg-Schwerin
- Krüger, Ernst (1895–1970), deutscher KPD- und SED-Funktionär
- Krüger, Ernst (1898–1995), deutscher Filmproduzent und Verbandsfunktionär der FSK
- Krüger, Ernst (* 1907), deutscher Gewerkschafter (FDBB), MdV
- Krüger, Erwin (1909–1986), deutscher Politiker (SPD), MdA
- Krüger, Esaias (1544–1609), deutscher lutherischer Theologe
- Krüger, Eugen (1832–1876), deutscher Lithograph, Tier- und Landschaftsmaler

###### Kruger, F
- Krüger, Fabian (* 1971), deutscher Schauspieler am Burgtheater
- Krüger, Ferdinand (1843–1915), westfälischer Mundartdichter und Arzt
- Krüger, Florian (* 1999), deutscher Fußballspieler
- Krüger, Frank Jürgen (1948–2007), deutscher Rockmusiker
- Kruger, Frantz (* 1975), finnischer Diskuswerfer südafrikanischer Herkunft
- Krüger, Franz (1797–1857), deutscher Tiermaler, Porträtist und LithografFranz Krüger (1797–1857)

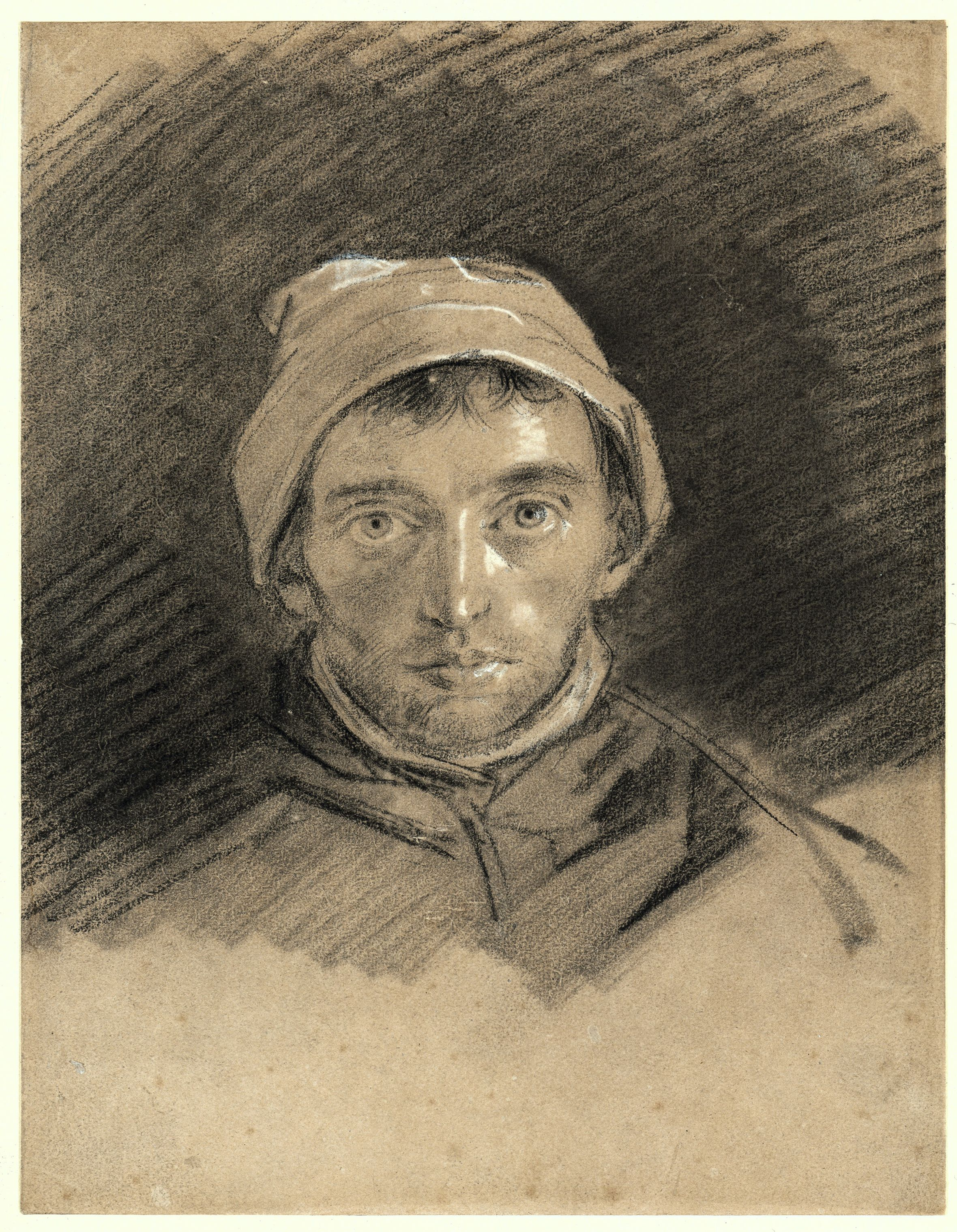
Franz Krüger (1797–1857)

- Krüger, Franz (1829–1896), preußischer Generalleutnant
- Krüger, Franz (1849–1912), deutscher Bildhauer
- Krüger, Franz (1880–1940), deutscher Musiker
- Krüger, Franz (1887–1924), deutscher Gewerkschafter und Politiker (SPD)
- Krüger, Franz-Otto (1917–1988), deutscher Schauspieler
- Krüger, Fred († 1950), deutscher Rundfunkreporter und Sportjournalist
- Krüger, Frieda (1900–1991), deutsche Frauen- und Gewerkschaftsfunktionärin
- Krüger, Friederike (1789–1848), preußische Soldatin
- Krüger, Friedhelm (1935–2024), deutscher evangelischer Theologe und Hochschullehrer für Kirchengeschichte
- Krüger, Friedrich († 1427), Dompropst und Elekt in Havelberg
- Krüger, Friedrich (1819–1896), deutscher Jurist und hanseatischer Diplomat
- Krüger, Friedrich (1857–1937), deutscher Diplomat
- Krüger, Friedrich (1864–1916), deutscher Astronom
- Krüger, Friedrich (1877–1940), deutscher Physiker und Hochschullehrer
- Krüger, Friedrich (1896–1984), deutscher Politiker (SPD), MdA
- Krüger, Friedrich Conrad (1765–1807), deutscher Zeichner, Kupferstecher und Maler
- Krüger, Friedrich-Wilhelm (1894–1945), deutscher SS-Obergruppenführer und General der Waffen-SS und der Polizei, deutscher Politiker (NSDAP), MdRFriedrich-Wilhelm Krüger (1894–1945)

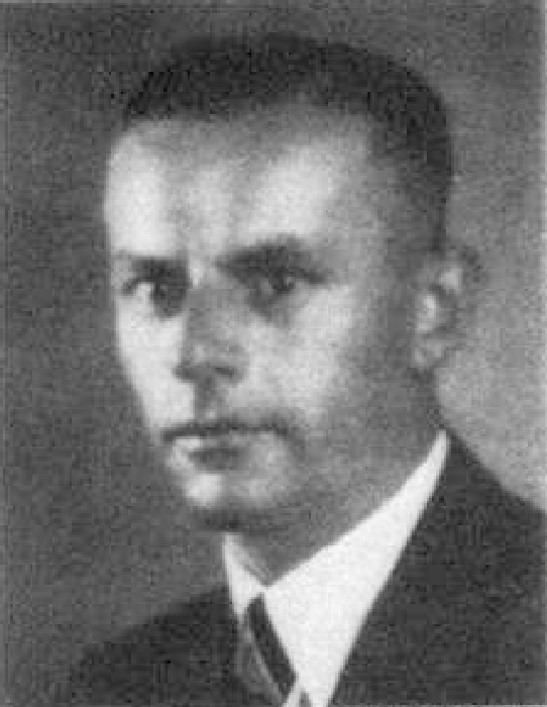
Friedrich-Wilhelm Krüger (1894–1945)

- Krüger, Fritz (1889–1974), deutscher Romanist
- Krüger, Fritz J. (1941–2025), deutscher Amateur-Paläontologe
- Krüger, Fritz Peter (* 1906), deutscher nationalsozialistischer und antisemitischer Autor
- Krüger, Fritz-Wilhelm (* 1941), deutscher Politiker (FDP), MdL

###### Kruger, G
- Krüger, Gabriel (* 1976), deutscher Volleyballspieler
- Krüger, Georg († 1707), sorbischer Pädagoge, Astronom und Pfarrer
- Krüger, Gerda (1900–1979), deutsche Historikerin, Bibliothekarin und Rechtswissenschaftlerin
- Krüger, Gerhard (1902–1972), deutscher Philosoph und Kulturwissenschaftler
- Krüger, Gerhard (1904–1990), deutscher Wirtschaftswissenschaftler, Rektor der Bergakademie Clausthal
- Krüger, Gerhard (1908–1994), deutscher Partei- und Studentenfunktionär in der Zeit des Nationalsozialismus
- Krüger, Gerhard (1920–1986), deutscher Kameramann
- Krüger, Gerhard (1925–2017), deutscher Trabrennfahrer und -trainer
- Krüger, Gerhard (1933–2013), deutscher Informatiker und Hochschullehrer
- Krüger, Gertrud (1904–1996), deutsche Schuhfacharbeiterin und Politikerin (SPD), MdL Bayern
- Krüger, Gesine (* 1959), deutsche Ärztin, Generalstabsarzt der BundeswehrGesine Krüger (* 1959)

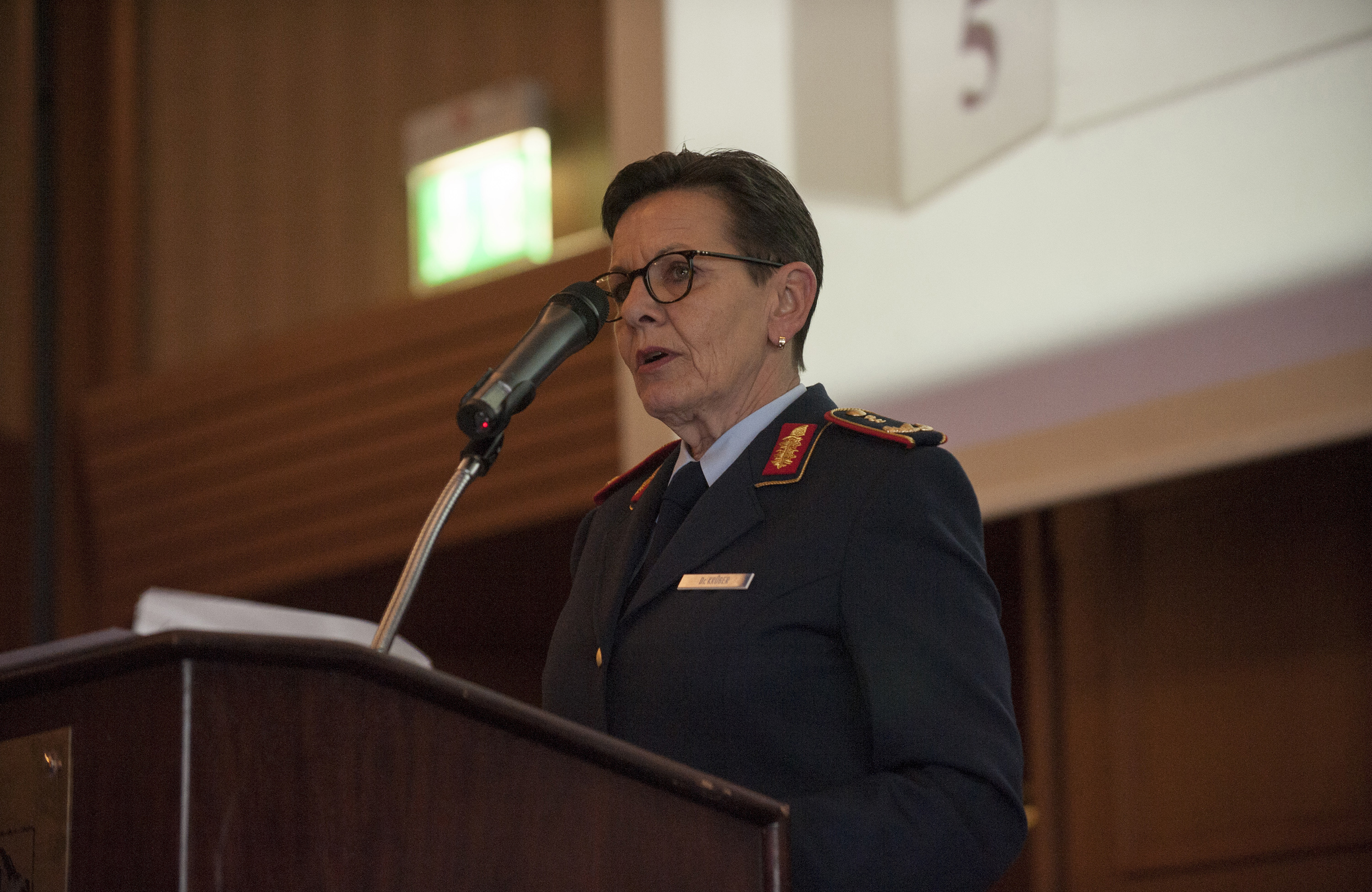
Gesine Krüger (* 1959)

- Krüger, Gesine (* 1962), deutsche Historikerin
- Krüger, Gottfried (1863–1941), deutscher Mediziner und Heimatforscher, Ehrenbürger der Lutherstadt Wittenberg
- Krüger, Gottfried (* 1899), deutscher Marineoffizier
- Krüger, Grit (* 1989), deutsche Schriftstellerin
- Krüger, Gudrun (1922–2004), deutsche Bildhauerin
- Krüger, Günter (* 1953), deutscher Judoka
- Krüger, Gustav (1837–1912), deutscher Klassischer Philologe, Gymnasiallehrer und Schulrat
- Krüger, Gustav (1862–1940), deutscher Evangelischer Theologe und Kirchenhistoriker
- Krüger, Gustav (1878–1927), Polizeipräsident von Magdeburg
- Krüger, Gustav (1885–1967), Gewerkschafter und Politiker (SPD), MdL

###### Kruger, H
- Krüger, Hanfried (1914–1998), deutscher evangelisch-lutherischer Theologe und Autor
- Krüger, Hannah (* 1988), deutsche Hockeyspielerin
- Krüger, Hans (1884–1945), deutscher Verwaltungsjurist und Mitglied der (SPD)
- Krüger, Hans (1884–1933), deutscher Politiker der SPD
- Krüger, Hans (1886–1930), deutscher Geologe und Polarforscher
- Krüger, Hans (1902–1971), deutscher Politiker (CDU), MdB, Vertriebenenminister (1963–1964)Hans Krüger (1902–1971)

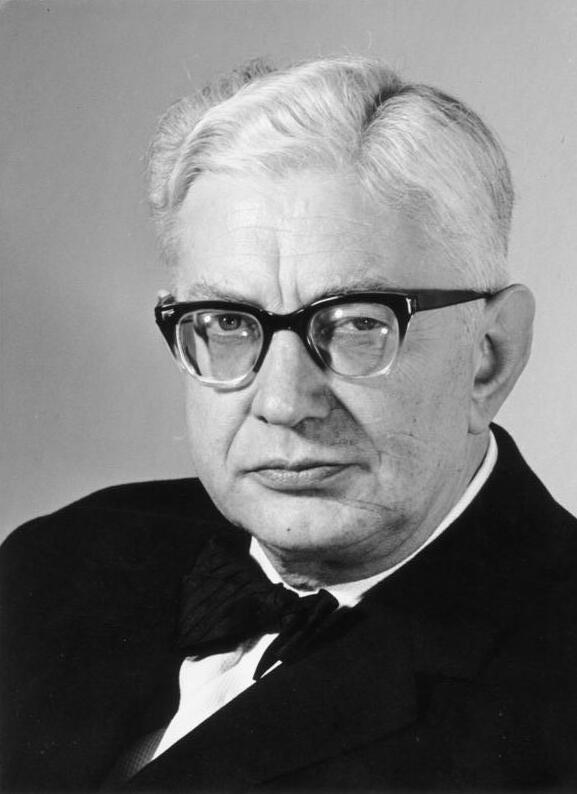
Hans Krüger (1902–1971)

- Krüger, Hans (1904–1944), deutscher Widerstandskämpfer gegen den Nationalsozialismus
- Krüger, Hans (1909–1988), deutscher Landwirtschaftsinspektor, SS-Führer und Täter des Holocaust
- Krüger, Hans (1912–1970), Versicherungskaufmann und SS-Hauptsturmführer
- Krüger, Hans Andersen (1816–1881), dänischer Politiker und Politiker, MdR
- Krüger, Hans-Dieter (1930–2012), deutscher Journalist in der DDR
- Krüger, Hans-Hartmut (1926–2000), deutscher Schauspieler und Filmregisseur
- Krüger, Hans-Jörg (1942–2023), deutscher Basketballspieler
- Krüger, Hans-Jörg (* 1960), deutscher Chemiker und Hochschullehrer
- Krüger, Hans-Peter (* 1954), deutscher Philosoph
- Krüger, Hans-Ulrich (* 1952), deutscher Politiker (SPD), MdB
- Krüger, Harald (* 1957), deutscher Politiker (CDU), MdHB
- Krüger, Harald (* 1965), deutscher Ingenieur und Manager, Mitglied des Vorstandes der BMW AG
- Krüger, Hardy (1928–2022), deutscher Filmschauspieler, Hörspielsprecher, Synchronsprecher und SchriftstellerHardy Krüger (1928–2022)

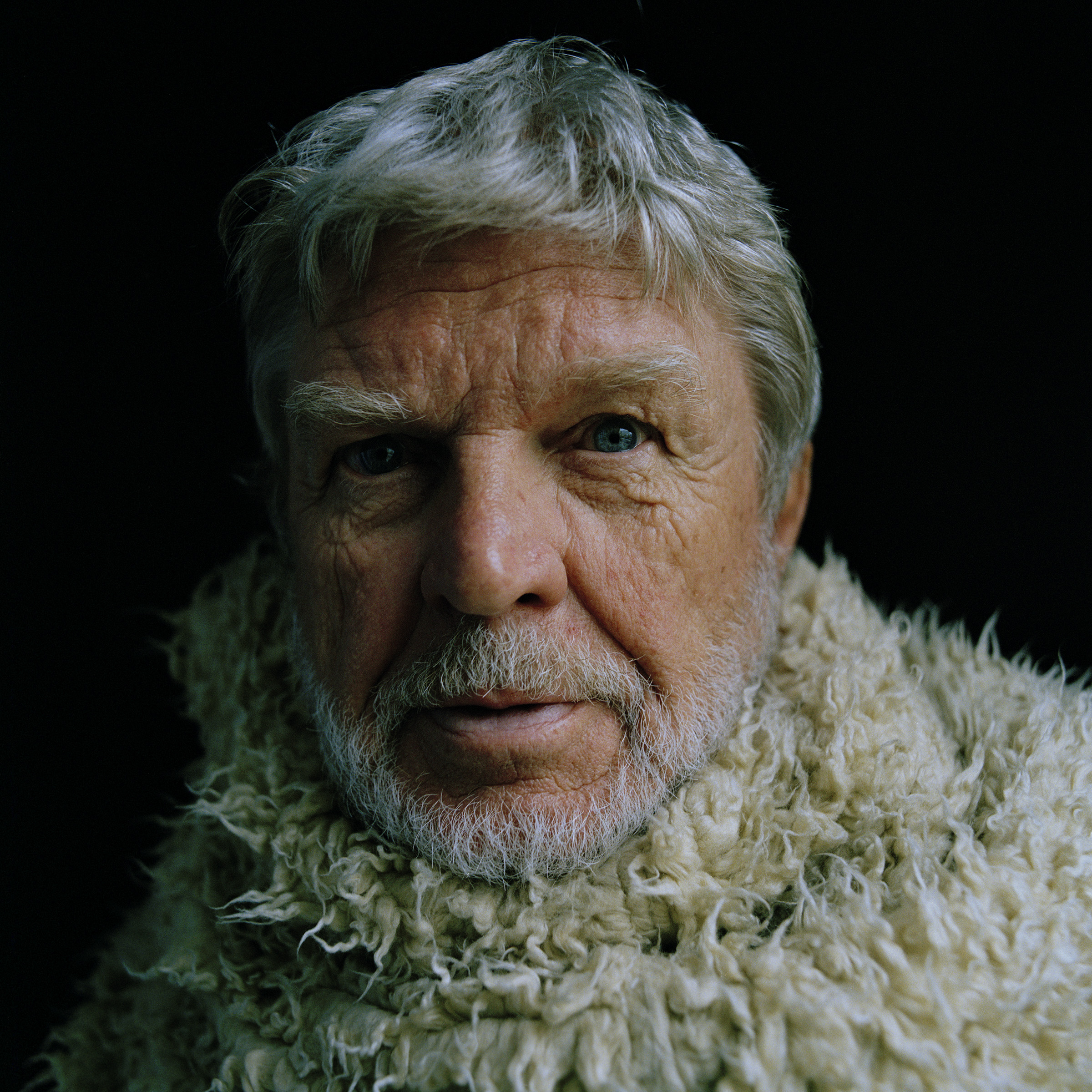
Hardy Krüger (1928–2022)

- Krüger, Hardy junior (* 1968), deutscher Schauspieler
- Kruger, Harold (1897–1965), US-amerikanischer Schwimmer und Stuntman
- Krüger, Hartmut (1943–1998), deutscher Rechtswissenschaftler
- Krüger, Hartmut (* 1953), deutscher Handballspieler
- Krüger, Hartmut (* 1954), deutscher Fußballspieler
- Krüger, Hedwig (1882–1938), deutsche Politikerin (SPD, USPD, VKPD, KPD), MdR
- Krüger, Heidi (* 1933), deutsche Schönheitskönigin der 1950er Jahre
- Krüger, Heinrich (1878–1964), deutscher Literaturhistoriker und Schriftsteller
- Krüger, Heinz (1919–2015), deutscher Politiker (SED), Vorsitzender des RdB Cottbus
- Krüger, Heinz (1919–1980), deutscher Fotograf und Bildreporter
- Krüger, Heinz (1932–2003), deutscher Fußballspieler
- Krüger, Heinz-Hermann (* 1947), deutscher Erziehungswissenschaftler
- Krüger, Helga (* 1936), deutsche Badmintonspielerin
- Krüger, Helga (1940–2008), deutsche Soziologin und Erziehungswissenschaftlerin
- Krüger, Hellmuth (1890–1955), deutscher Autor, Schauspieler und Kabarettist
- Krüger, Helmut (1920–2010), deutscher Politiker (CDU), MdL
- Krüger, Helmut (1926–2022), deutscher Kirchenmusiker und Autor
- Krüger, Herbert (1902–1996), deutscher Kunsthistoriker, Museumsdirektor sowie Prähistoriker
- Krüger, Herbert (1905–1989), deutscher Jurist
- Krüger, Herman Anders (1871–1945), deutscher Literaturwissenschaftler, Bibliothekar und Hochschullehrer
- Krüger, Hermann (1834–1908), deutscher Landschaftsmaler der Düsseldorfer Schule
- Krüger, Hermann Georg (1815–1897), deutscher Architekt und preußischer Baubeamter
- Krüger, Hilde (1912–1991), deutsche Schauspielerin und Spionin
- Krüger, Hildegard (1909–1994), deutsche Richterin, Frauenrechtlerin und Autorin
- Krüger, Hilmar (1955–2021), deutscher Fernschachspieler und Schachfunktionär
- Krüger, Horst (1916–1989), deutscher Offizier in der Luftwaffe der Wehrmacht und der Luftwaffe der Bundeswehr
- Krüger, Horst (1919–1999), deutscher Schriftsteller
- Krüger, Horst (* 1942), deutscher Rockmusiker und Komponist
- Krüger, Horst (* 1952), deutscher Kantor, Organist, Komponist und Chorleiter
- Krüger, Hubert (1914–2002), deutscher Physiker
- Krüger, Hugo (1829–1871), deutscher Opernsänger (Tenor) an der Königlichen Oper in Berlin
- Krüger, Hugo (1848–1930), deutscher Kreisdirektor und Politiker (NLP), MdR

###### Kruger, I
- Krüger, Ines (* 1966), deutsche Fernsehmoderatorin
- Krüger, Ingo (1940–1961), deutsches Todesopfer der Berliner Mauer
- Krüger, Ingo (1942–2013), deutscher Sachbuchautor
- Krüger, Ingo (* 1951), deutscher Fußballspieler
- Kruger, Isabella (* 2005), südafrikanische Tennisspielerin
- Krüger, Isis (1961–2017), deutsche Schauspielerin

###### Kruger, J
- Krüger, Jan (* 1973), deutscher Filmregisseur
- Krüger, Jan (* 1981), deutscher Filmproduzent
- Krüger, Jan-Kristian, deutscher Physiker
- Krüger, Jens Oliver (* 1976), deutscher Pädagoge
- Kruger, Jerry, US-amerikanische Sängerin
- Kruger, Jimmy (1917–1987), südafrikanischer Politiker
- Krüger, Joachim (* 1910), deutscher Musikantiquar und Bücherdieb
- Krüger, Joachim (1915–1969), deutscher Konzertveranstalter
- Krüger, Joachim (* 1933), deutscher Wissenschaftler und Hochschulprofessor
- Krüger, Joachim (* 1949), deutscher Politiker (CDU), MdA
- Krüger, Joachim (* 1971), deutscher Historiker und Hochschullehrer
- Krüger, Joachim Friedrich (1788–1848), Kaufmann und Senator der Hansestadt Lübeck
- Kruger, Joannette (* 1973), südafrikanische Tennisspielerin
- Krüger, Johann (1869–1936), deutscher Politiker (SPD)
- Krüger, Johann (1911–1992), niederländischer Volapükist
- Krüger, Johann Bartholomäus (1608–1638), deutscher Mediziner
- Krüger, Johann Christian (1723–1750), deutscher Schriftsteller und Schauspieler
- Krüger, Johann Christian (1771–1845), deutscher Justizbeamter
- Krüger, Johann Conrad (1733–1791), deutscher Kupferstecher und Bildnismaler
- Krüger, Johann Friedrich (1770–1836), deutscher Autor
- Krüger, Johann Gottlob (1715–1759), deutscher Arzt und Naturforscher
- Krüger, Johannes (1890–1975), deutscher Architekt
- Krüger, Johannes Joachim Theodor (1887–1917), deutscher Feldartillerist im Ersten Weltkrieg
- Krüger, Jonas Torsten (* 1967), deutscher Fantasy-Schriftsteller
- Krüger, Jörg-Andreas (* 1968), deutscher Naturschützer, Präsident des Naturschutzbundes Deutschlands (NABU)
- Kruger, Jules (1891–1959), französischer Kameramann
- Krüger, Julia (* 1990), deutsche Moderatorin und Journalistin
- Krüger, Julian Vinzenz (* 1992), deutscher Schauspieler
- Krüger, Jürgen (1936–2024), deutscher Mediziner und Hochschullehrer
- Krüger, Jürgen (* 1950), deutscher Kunsthistoriker und Verleger
- Kruger, Justin, amerikanischer Sozialpsychologe und Hochschullehrer

###### Kruger, K
- Krüger, Karin (* 1958), deutsche Judoka
- Krüger, Karl (1837–1923), deutscher evangelisch-lutherischer Pfarrer und Heimatforscher
- Krüger, Karl (1868–1921), Landtagsabgeordneter Waldeck
- Krüger, Karl (1907–1997), deutscher Lehrer und Geschichtsdidaktiker
- Krüger, Karl Friedrich (1765–1828), deutscher Schauspieler und der Bruder der Schauspielerin Caroline Demmer
- Krüger, Karl Heinrich (1937–2023), deutscher Historiker
- Krüger, Karl Wilhelm (1796–1874), deutscher Philologe
- Krüger, Karl-Heinz (* 1953), deutscher Boxer
- Krüger, Karoline (1753–1831), deutsche Theaterschauspielerin
- Krüger, Karoline (* 1970), norwegische Sängerin
- Krüger, Katharina (* 1990), deutsche Rollstuhltennisspielerin
- Krüger, Kathleen (* 1985), deutsche FußballspielerinKathleen Krüger (* 1985)

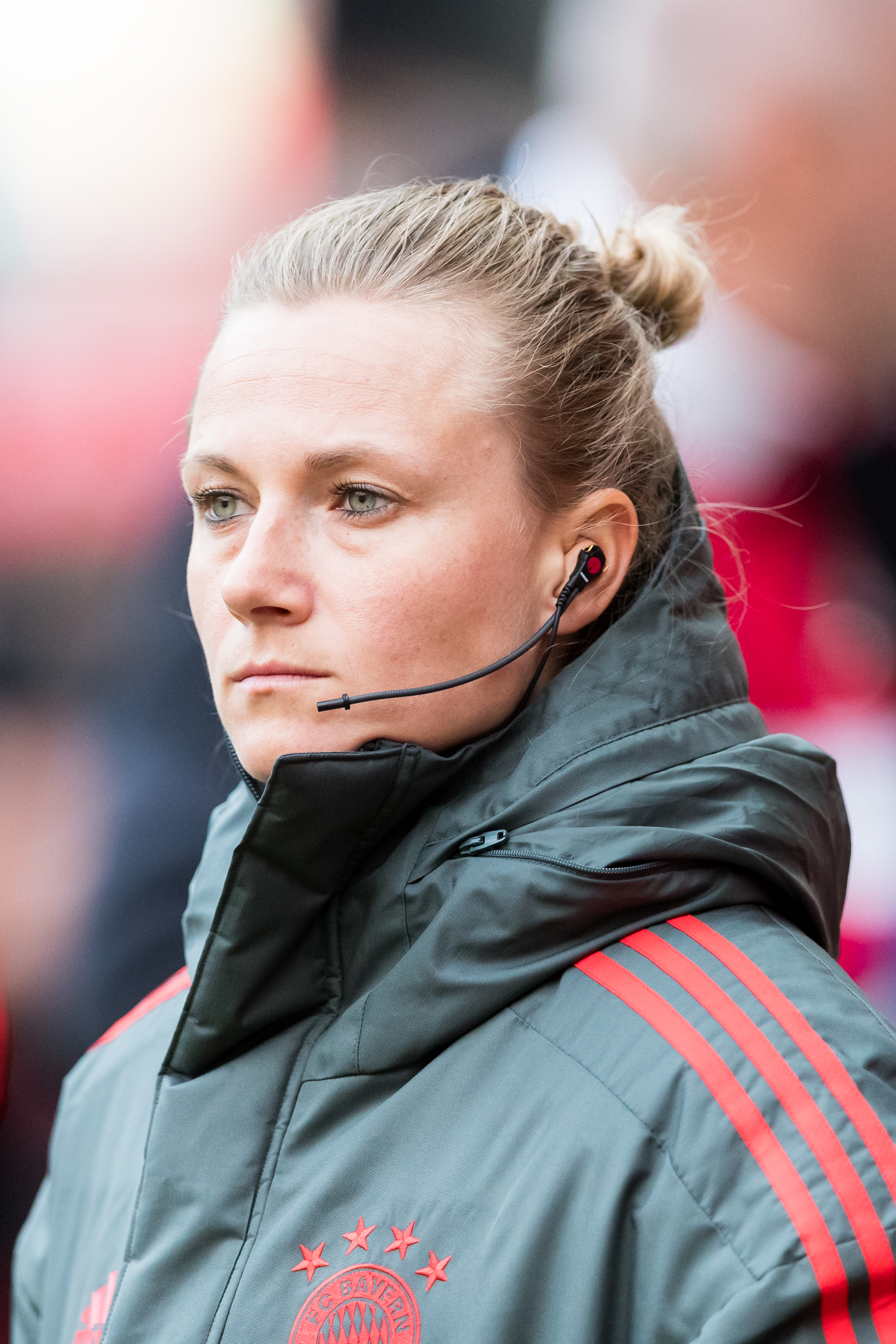
Kathleen Krüger (* 1985)

- Kruger, Kelly (* 1982), kanadische Schauspielerin
- Krüger, Kersten (* 1939), deutscher Historiker
- Krüger, Kirsten (* 1955), deutsche Tischtennisspielerin
- Krüger, Kirsten (* 1966), deutsche Bildhauerin
- Krüger, Klaus (1931–1995), deutscher Schauspieler bei Bühne, Film und Fernsehen
- Krüger, Klaus (* 1957), deutscher Kunsthistoriker
- Krüger, Klaus (* 1960), deutscher Historiker
- Krüger, Klaus-Dietrich (1936–2005), deutscher Politiker (SPD), MdL
- Krüger, Konstanze (* 1968), deutsche Zoologin und Verhaltensforscherin
- Krüger, Kurt (* 1894), deutscher Politiker (NSDAP), MdL
- Krüger, Kurt (1920–2003), deutscher Fußballspieler
- Krüger, Kurt (1925–2006), deutscher SED-Funktionär, Botschafter der DDR

###### Kruger, L
- Krüger, Lennardt (1958–2020), deutscher Schauspieler und Synchronsprecher
- Krüger, Leopold (1804–1857), deutscher Bürgermeister und Landtagsabgeordneter
- Krüger, Lore (1914–2009), deutsche Widerstandskämpferin gegen den Nationalsozialismus, Übersetzerin und Fotografin
- Krüger, Lorenz (1932–1994), deutscher Wissenschaftsphilosoph und Wissenschaftshistoriker
- Krüger, Lothar (1846–1917), deutscher Architekt, preußischer Baubeamter und Hochschullehrer
- Krüger, Lothar (1885–1945), deutscher Baustoffkundler
- Krüger, Louis (1857–1923), deutscher Mathematiker und Geodät
- Krüger, Louis (* 1996), deutscher Politiker (Bündnis 90/Die Grünen), MdALouis Krüger (* 1996)

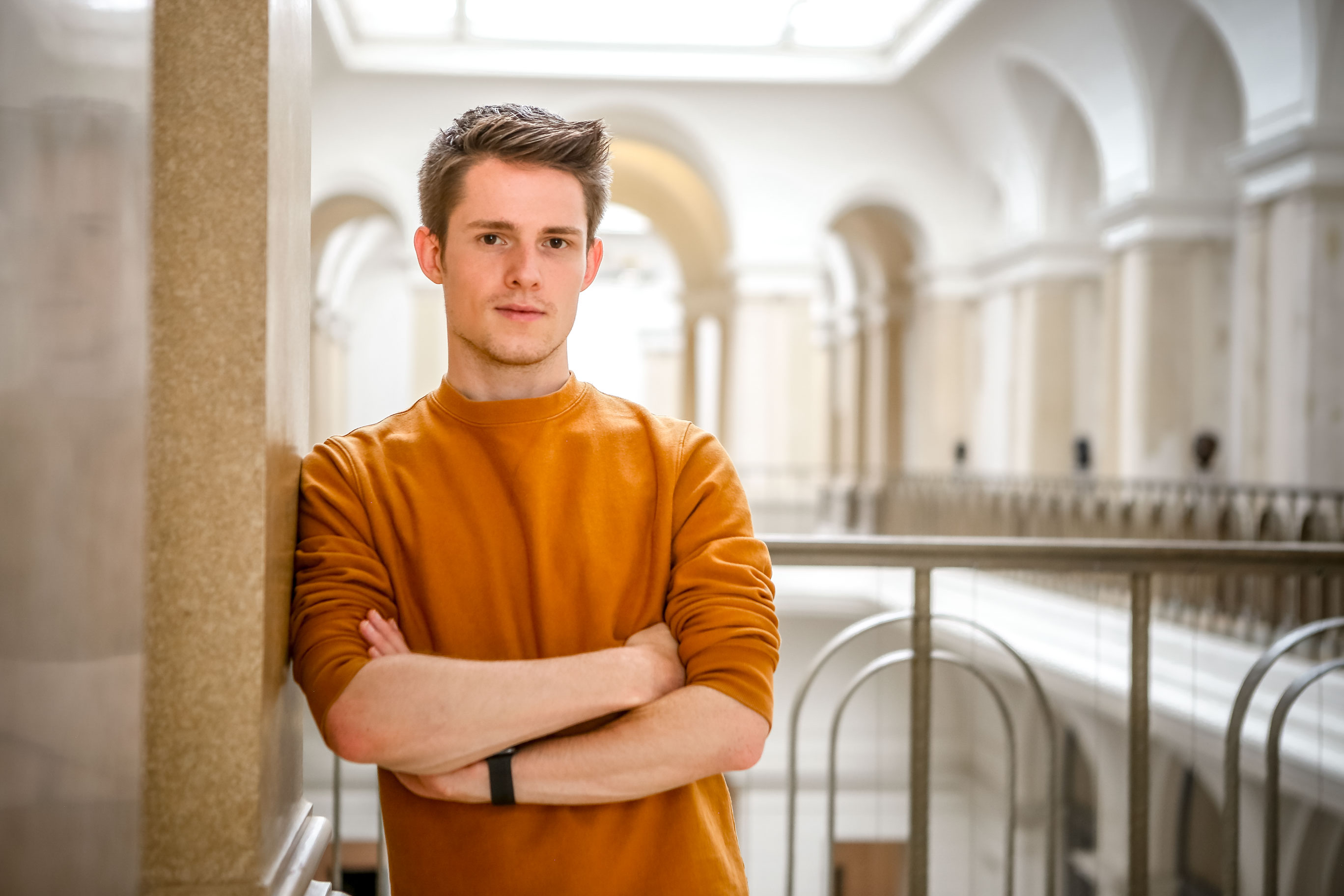
Louis Krüger (* 1996)

- Krüger, Lucia (1901–1986), deutsche Politikerin (CDU), MdA
- Krüger, Luise (1915–2001), deutsche Leichtathletin und Olympiazweite
- Krüger, Lukas (* 2000), deutscher Fußballspieler

###### Kruger, M
- Krüger, Malte (* 1993), deutscher Politiker (Bündnis 90/Die Grünen)
- Krüger, Malte Dominik (* 1974), deutscher evangelischer Theologe
- Krüger, Manfred (* 1925), deutscher Fußballspieler
- Krüger, Manfred (* 1938), deutscher Autor, Philosoph und Anthroposoph
- Krüger, Marcus (* 1990), schwedischer Eishockeyspieler
- Krüger, Maria (1904–1999), polnische Journalistin, Redakteurin und Kinderbuchautorin
- Krüger, Maria (1907–1987), deutsche Politikerin (KPD), MdBB
- Krüger, Marian (* 1964), deutscher Politiker (PDS, Die Linke), MdA
- Krüger, Mario (* 1935), deutscher Dramaturg, Theaterregisseur und Theaterintendant
- Krüger, Mario (* 1957), deutscher Politiker (Bündnis 90/Die Grünen), MdL
- Krüger, Mario (* 1966), deutscher Schauspieler, Autor und Synchronsprecher
- Kruger, Marise (* 1958), südafrikanische Tennisspielerin
- Krüger, Marita (* 1950), deutsche evangelische Theologin, Regionalbischöfin der Evangelischen Kirche in Mitteldeutschland
- Krüger, Markus (* 1965), deutscher ehemaliger Schauspieler und Kinderdarsteller
- Krüger, Markus Matthias (* 1981), deutscher Landschaftsmaler
- Krüger, Martin (* 1957), deutscher Basketballtrainer
- Krüger, Martin (* 1994), deutscher Volleyballspieler
- Krüger, Martin Maria (* 1954), deutscher Gitarrist und Schlagzeuger, Präsident des Deutschen Musikrates
- Krüger, Marvin (* 1989), deutscher Eishockeyspieler
- Krüger, Max, deutscher Fußballspieler
- Krüger, Max Carl (1834–1880), deutscher Maler
- Krüger, Meike (* 1971), deutsche Journalistin, Fernsehmoderatorin und Autorin
- Krüger, Merten (* 1990), deutscher Volleyballspieler
- Krüger, Michael (* 1943), deutscher Schriftsteller, Dichter, Verleger und ÜbersetzerMichael Krüger (* 1943)

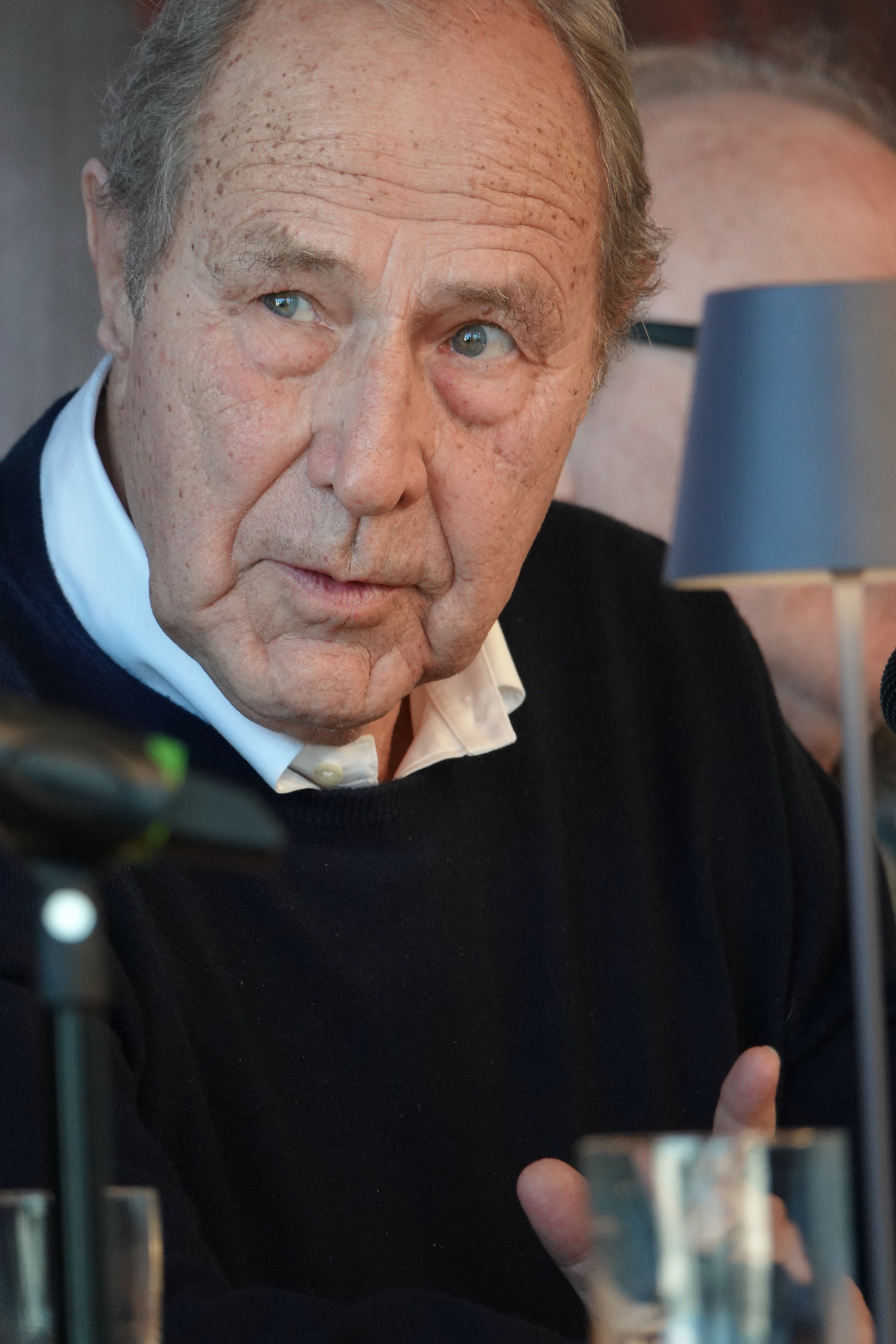
Michael Krüger (* 1943)

- Krüger, Michael (* 1954), deutscher Fußballspieler und -trainer
- Krüger, Michael (* 1955), deutscher Sportwissenschaftler
- Krüger, Michael (* 1955), österreichischer Rechtsanwalt und Politiker (FPÖ), Abgeordneter zum Nationalrat
- Krüger, Mike (* 1951), deutscher Kabarettist und SängerMike Krüger (* 1951)

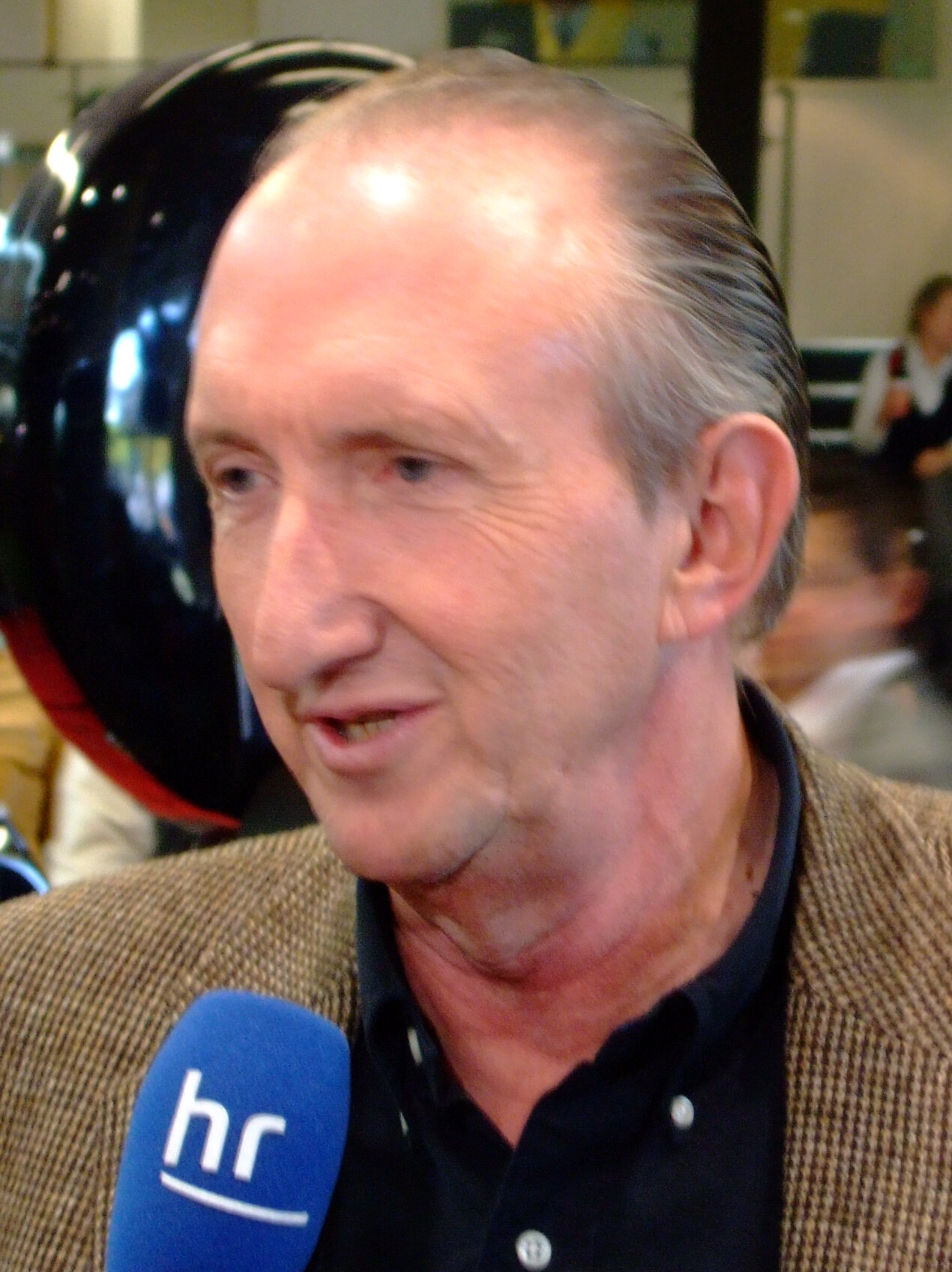
Mike Krüger (* 1951)

- Krüger, Mo, deutsche Fernsehmoderatorin und Sprecherin
- Krüger, Monika (* 1947), deutsche Veterinärmedizinerin
- Krüger, Myriam (* 1989), deutsche Fußballspielerin

###### Kruger, N
- Kruger, Nada (* 1960), namibische Diplomatin
- Krüger, Nadine (* 1977), deutsche Fernsehmoderatorin und Schauspielerin
- Krüger, Nana (* 1962), deutsche Schauspielerin
- Krüger, Nils (1899–1973), deutscher Schriftsteller
- Krüger, Nils (* 1970), deutscher Produktdesigner und Professor

###### Kruger, O
- Krüger, Ole (* 1983), deutscher Politiker (Bündnis 90/Die Grünen)
- Krüger, Oliver (* 1973), deutscher Religionswissenschaftler und Soziologe
- Krüger, Oliver (* 1975), deutscher Verhaltensbiologe und Hochschullehrer
- Kruger, Otto (1885–1974), US-amerikanischer Schauspieler
- Krüger, Otto (1895–1973), deutscher Wissenschaftler
- Krüger, Otto (1913–2000), deutscher Tänzer, Choreograf und Ballettmeister

###### Kruger, P
- Krüger, Pancraz (1546–1614), deutscher Humanist und Pädagoge
- Kruger, Paul (1825–1904), südafrikanischer Politiker und Gründer des Kruger-NationalparksPaul Kruger (1825–1904)

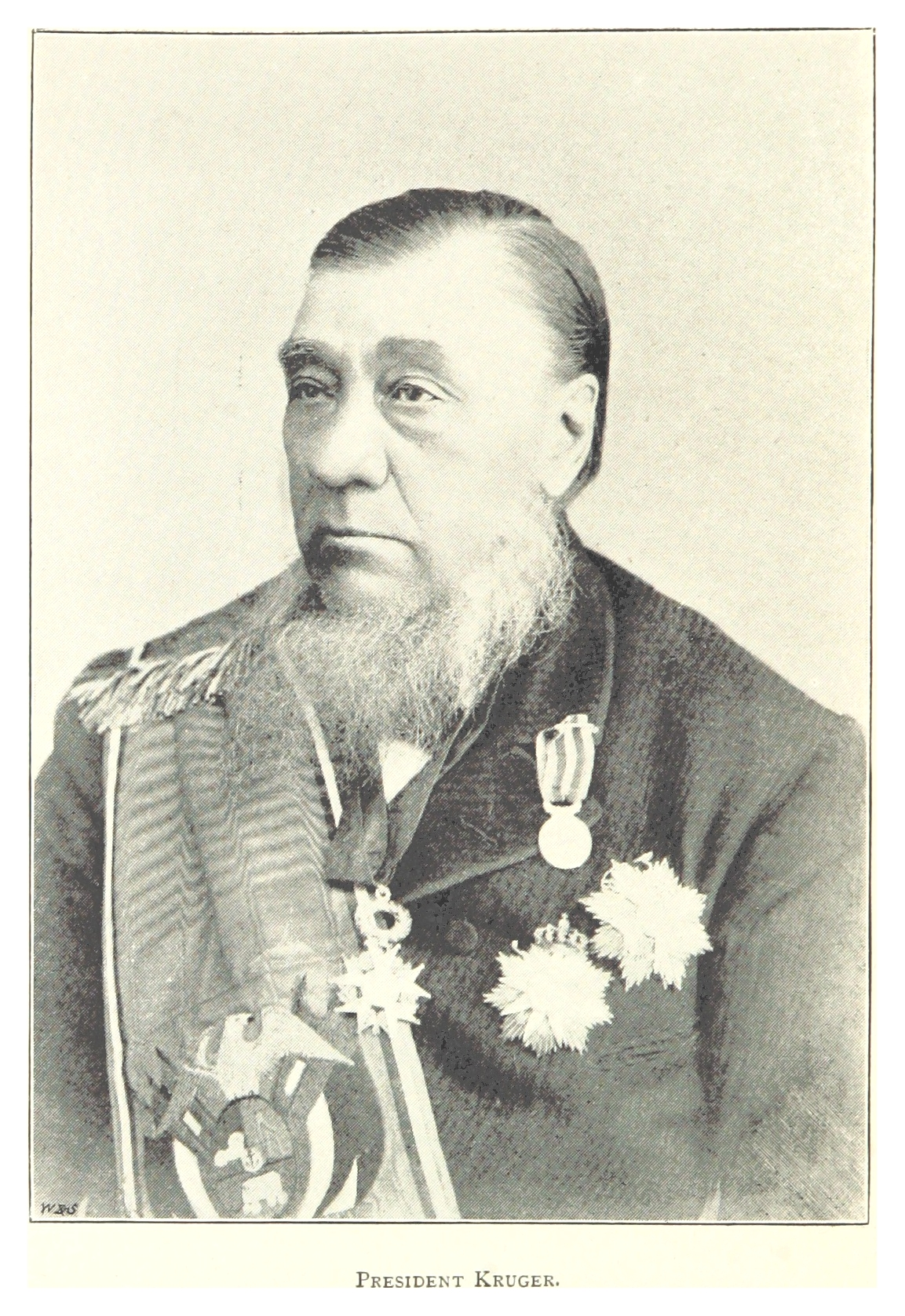
Paul Kruger (1825–1904)

- Krüger, Paul (1840–1926), deutscher Rechtshistoriker
- Krüger, Paul (1903–1990), deutscher Politiker (KPD), MdL
- Krüger, Paul (* 1950), deutscher Politiker (DA, CDU), MdV, MdB und Bundesforschungsminister
- Kruger, Paul (* 1986), US-amerikanischer American-Football-Spieler
- Krüger, Peter (1924–2007), deutscher Unternehmer, Stifter der „Dr.-Erich-Krüger-Stiftung“ der TU Begakademie Freiberg
- Krüger, Peter (1935–2013), deutscher Brigadegeneral der Luftwaffe
- Krüger, Peter (1935–2011), deutscher Historiker
- Krüger, Peter (1941–2020), Schweizer Immobilienunternehmer
- Krüger, Pit (1934–2003), deutscher Komiker, Sänger und Schauspieler
- Krüger, Pitt (1904–1989), deutscher Reformpädagoge

###### Kruger, R
- Krüger, Reinhard (1794–1879), deutscher Graveur und Königlich Sächsischer Hofmedailleur
- Krüger, Renate (1934–2016), deutsche Schriftstellerin und Publizistin
- Krüger, Richard (1880–1965), deutscher Politiker (SPD), MdR
- Krüger, Richard (1930–1995), deutscher Schauspieler
- Krüger, Robert, deutscher Fußballspieler
- Krüger, Roland (* 1966), deutscher Jurist und Richter am Bundesfinanzhof
- Krüger, Roland (* 1973), deutscher Pianist
- Krüger, Rolf (* 1939), deutscher DesignerRolf Krüger (* 1939)

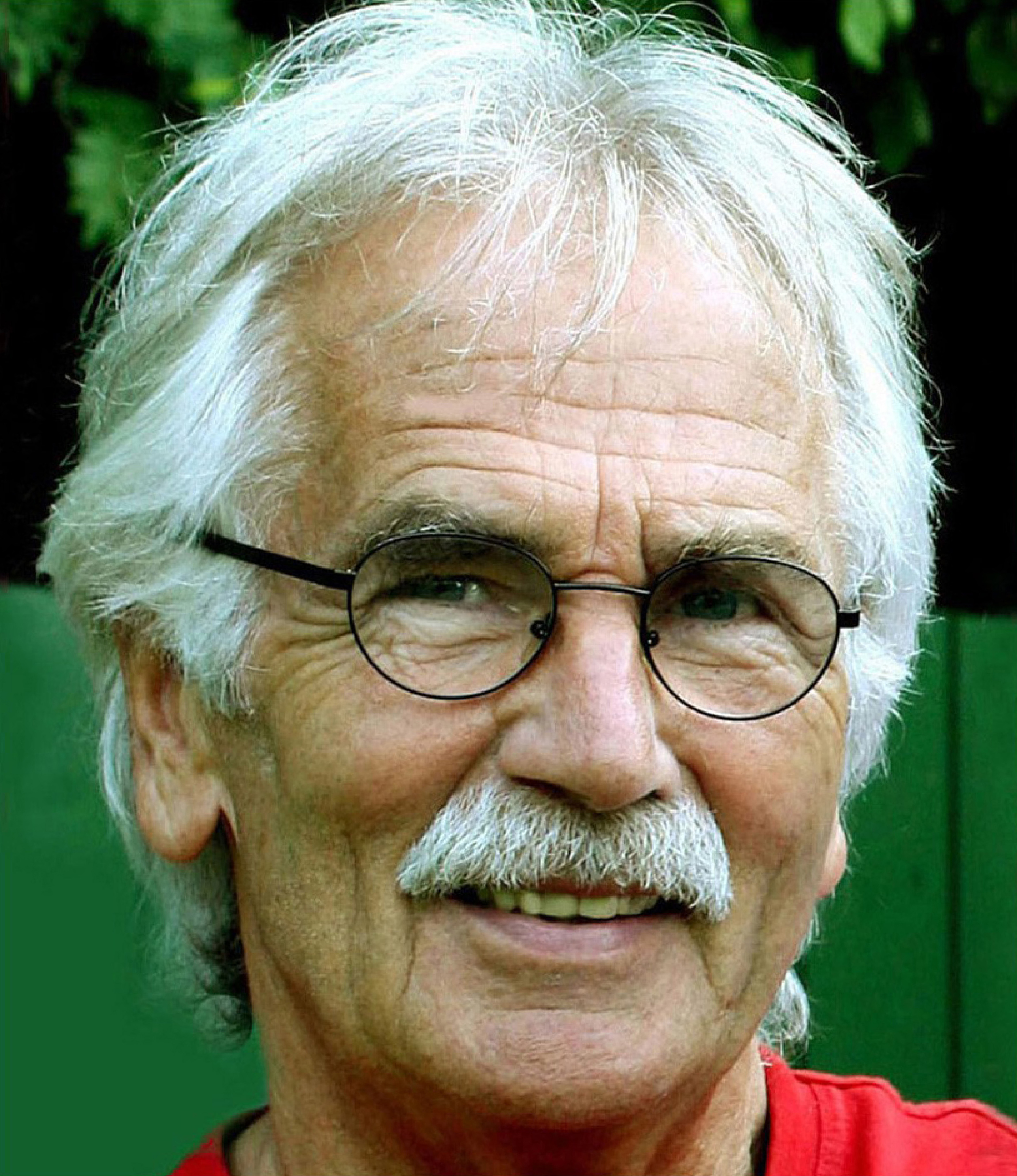
Rolf Krüger (* 1939)

- Krüger, Ronald (* 1935), deutscher Sportler im Weitsprung
- Krüger, Rosa (1861–1936), deutsche Blumen- und Interieurmalerin
- Krüger, Rüdiger (* 1951), deutscher Germanist, Literat, Bildungs- und Kulturmanager
- Krüger, Rudolf (1872–1945), deutscher Maurer und Politiker
- Krüger, Rudolf (1898–1980), deutscher Architekt
- Krüger, Rudolf (1898–1968), deutscher Politiker (NSDAP) und Beamter

###### Kruger, S
- Krüger, Sabine (1920–2019), deutsche Historikerin und Philologin
- Krüger, Sabine (* 1956), deutsche Liedermacherin und Autorin
- Krüger, Sascha, deutscher Journalist, Autor und Texter
- Krüger, Sascha (* 1978), deutscher Synchronsprecher und Schauspieler
- Krüger, Sebastian (* 1963), deutscher Maler
- Krüger, Simen Hegstad (* 1993), norwegischer Skilangläufer
- Kruger, Stefan (* 1966), südafrikanischer Tennisspieler
- Krüger, Stella (* 1989), deutsche Handballspielerin
- Krüger, Stephan (* 1953), deutscher Volkswirtschafts- und Gesellschaftswissenschaftler
- Krüger, Stephan (* 1988), deutscher Ruderer
- Krüger, Sven (* 1973), deutscher Politiker (parteilos, bis 2018 SPD), Oberbürgermeister von Freiberg, Landrat von Mittelsachsen
- Krüger, Sven (* 1974), deutscher Politiker (NPD)

###### Kruger, T
- Krüger, Theodor (1818–1885), deutscher Architekt der Neogotik und mecklenburgischer Baubeamter
- Krüger, Theodor (1852–1926), deutscher Architekt und kommunaler Baubeamter
- Krüger, Theodor (1891–1966), deutscher Kapellmeister, Pianist und Musikpädagoge sowie Komponist
- Krüger, Therese (1867–1944), deutsche Übersetzerin
- Krüger, Thomas (* 1959), deutscher Politiker (SPD), MdV, MdB, Präsident der Bundeszentrale für politische BildungThomas Krüger (* 1959)

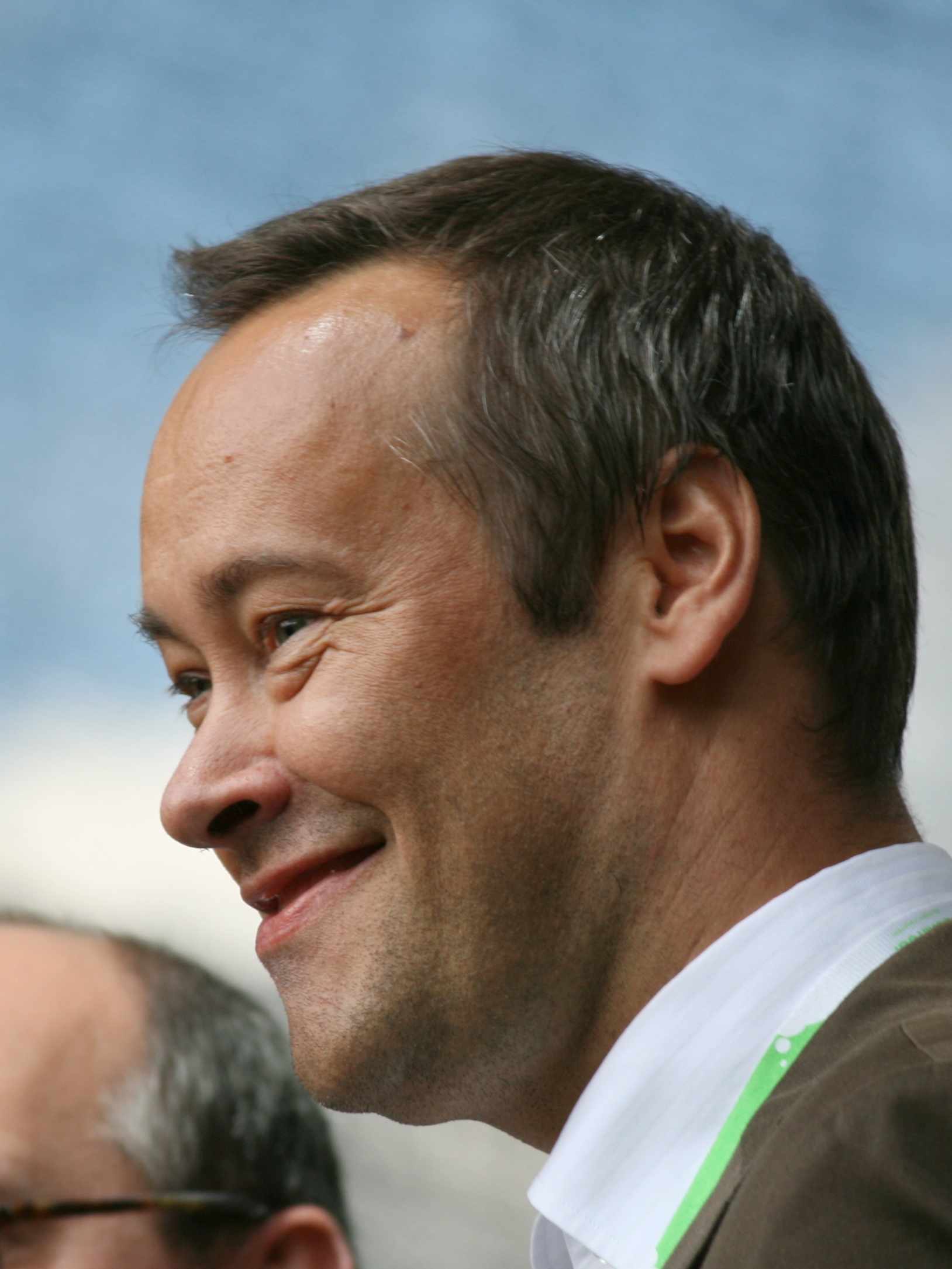
Thomas Krüger (* 1959)

- Krüger, Thomas (* 1959), deutscher evangelischer Alttestamentler
- Krüger, Thomas (* 1962), deutscher Politiker (CDU), MdL
- Krüger, Thomas (* 1962), deutscher Schriftsteller
- Krüger, Thomas (* 1969), deutscher Politiker (SPD), MdL
- Krüger, Thomas A. (1918–1984), deutscher Maler und Grafiker
- Krüger, Thomas Nathan (* 1986), deutscher Komponist
- Krüger, Thorsten (* 1966), deutscher Politiker (SPD)Thorsten Krüger (* 1966)

Thorsten Krüger (* 1966)

- Kruger, Tim (1981–2025), deutscher Pornodarsteller und -regisseur
- Krüger, Tim Lucca (* 1998), deutscher Eishockeyspieler

###### Kruger, U
- Krüger, Udo (1900–1951), deutscher Jurist und preußischer Landrat
- Krüger, Ulf (* 1947), deutscher Musiker, Texter, Komponist, Produzent, Autor und Manager
- Krüger, Ulrich (1929–2018), deutscher Politiker (CDU), MdA
- Krüger, Ulrich (1935–2017), deutscher Ingenieur
- Krüger, Ulrich (1942–2016), deutscher Politiker (FDP, LD, SPD), MdL
- Krüger, Ulrich (* 1953), deutscher Jurist, Richter am Bundesfinanzhof a. D.
- Krüger, Uta, deutsche Schauspielerin
- Krüger, Uwe (* 1978), deutscher Journalist

###### Kruger, V
- Krüger, Vanessa (* 1991), deutsche Schauspielerin
- Krüger, Viktoria (1914–2010), deutsche Bildhauerin
- Krüger, Vincent (* 1991), deutscher SchauspielerVincent Krüger (* 1991)

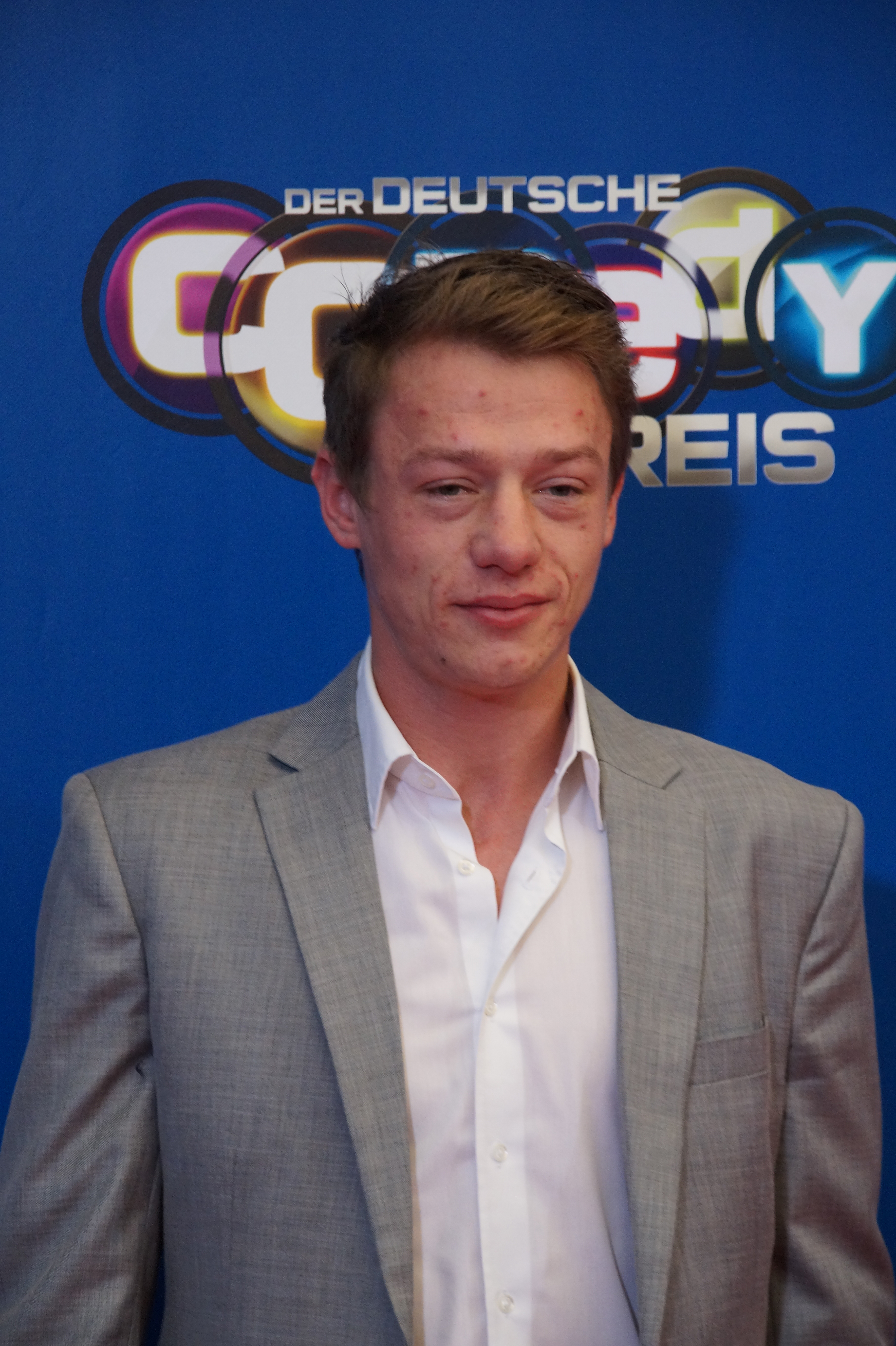
Vincent Krüger (* 1991)

###### Kruger, W
- Krüger, Walter (1888–1971), deutscher Architekt
- Krüger, Walter (1890–1945), deutscher SS-Obergruppenführer und General der Waffen-SS
- Krüger, Walter (1892–1973), deutscher General der Panzertruppe im Zweiten Weltkrieg
- Krüger, Walter (1930–2018), deutscher Leichtathlet und Olympiamedaillengewinner
- Krüger, Werner, deutscher Schauspieler
- Krüger, Werner (1878–1931), deutscher Radsportler und Schrittmacher
- Krüger, Werner (1910–2003), deutscher Luftfahrtingenieur und Erfinder
- Krüger, Werner (* 1948), deutscher Politiker (CDU), MdA
- Krüger, Wilfried (* 1947), deutscher Hornist
- Krüger, Wilhelm (1775–1850), deutscher Historienmaler
- Krüger, Wilhelm (1820–1883), Komponist und Württembergischer Hofpianist
- Krüger, Wilhelm (1857–1947), deutscher Agrikulturchemiker
- Krüger, Wilhelm (1871–1940), deutscher Bauingenieur
- Krüger, Wilhelm (1889–1953), deutscher Politiker (SPD), MdL
- Krüger, Wilhelm (1896–1970), deutscher Politiker (SPD), MdBB
- Krüger, Wilhelm (1898–1977), deutscher Veterinärmediziner, Hochschullehrer und Nationalsozialist
- Krüger, Wilhelm Georg (1774–1835), deutscher Pastor, Pädagoge und Literat
- Krüger, Wilhelm Paul (1883–1959), deutscher Schauspieler, Hörspiel- und Synchronsprecher
- Krüger, Willibert (1940–2019), deutscher Unternehmer
- Krüger, Willy (1902–1979), deutscher Schauspieler
- Krüger, Woldemar Friedrich (1808–1894), deutschbaltischer Maler und Lithograf estnischer Abstammung
- Krüger, Wolfgang (1940–1995), deutscher Politiker (CDU)
- Krüger, Wolfgang (* 1947), deutscher Langstreckenläufer
- Krüger, Wolfgang (* 1947), deutscher Jurist, Richter am Bundesgerichtshof
- Krüger, Wolfgang (* 1950), deutscher Journalist und Politiker (CDU)
- Krüger, Wolfgang (1953–2023), deutscher Fußballspieler

###### Kruger, Y
- Krüger, Yvès (1903–1988), französische Pädagogin

###### Kruger, Z
- Kruger, Zoë (* 2002), südafrikanische Tennisspielerin

##### Kruger-

###### Kruger-F
- Krüger-Fischer, Renate (* 1971), österreichische Politikerin (Team Stronach)
- Krüger-Fürhoff, Irmela Marei (* 1965), deutsche Literaturwissenschaftlerin

###### Kruger-H
- Krüger-Hansen, Bogislav Conrad (1776–1850), deutscher praktischer Arzt
- Krüger-Haye, Georg (1864–1941), deutscher evangelisch-lutherischer Geistlicher und Autor

###### Kruger-J
- Krüger-Jacob, Jutta (* 1963), deutsche Politikerin (Bündnis 90/Die Grünen), MdB

###### Kruger-L
- Krüger-Leißner, Angelika (* 1951), deutsche Politikerin (SPD), MdB

###### Kruger-N
- Krüger-Nieland, Gerda (1910–2000), deutsche Juristin, Senatspräsidentin am Bundesgerichtshof

###### Kruger-P
- Krüger-Potratz, Marianne (* 1943), deutsche Pädagogin

###### Kruger-S
- Krüger-Shantin, Florian (* 1952), deutscher Schauspieler, Autor, Regisseur und Synchronsprecher
- Krüger-Stackfleth, Hans, deutscher Unternehmer

###### Kruger-Y
- Krüger-York, Harry (1901–1985), deutscher Schriftsteller, Dramatiker, Journalist und Pressefotograf

### Krugi
- Krugier, Jan (1928–2008), polnisch-schweizerischer Galerist und Kunstsammler

### Krugl
- Krügler, Friedrich (1910–1998), deutscher Meteorologe
- Kruglewsky-Anders, Lieselotte (1915–2009), deutsche Politikerin (FDP, SPD), MdHB
- Kruglikowa, Irina Timofejewna (1917–2008), sowjetisch-russische Althistorikerin, Prähistorikerin und Hochschullehrerin
- Kruglikowa, Jelisaweta Sergejewna (1865–1941), russische Grafikerin und Malerin
- Krugljakow, Eduard Pawlowitsch (1934–2012), russischer Physiker
- Kruglov, Dmitri (* 1984), estnischer Fußballspieler
- Kruglow, Alexei (* 1979), russischer Jazzmusiker und Komponist
- Kruglow, Leonid Leonidowitsch (* 1970), sowjetisch-russischer Fotograf, Forschungsreisender und Ethnograph
- Kruglow, Nikolai Konstantinowitsch (* 1950), russischer Biathlet
- Kruglow, Nikolai Nikolajewitsch (* 1981), russischer Biathlet
- Kruglow, Sergei Nikiforowitsch (1907–1977), sowjetischer Politiker; Innenminister und Chef des MGB
- Kruglowa, Larissa Nikolajewna (* 1972), russische Sprinterin

### Krugm
- Krugman, Paul (* 1953), US-amerikanischer Ökonom und PublizistPaul Krugman (* 1953)

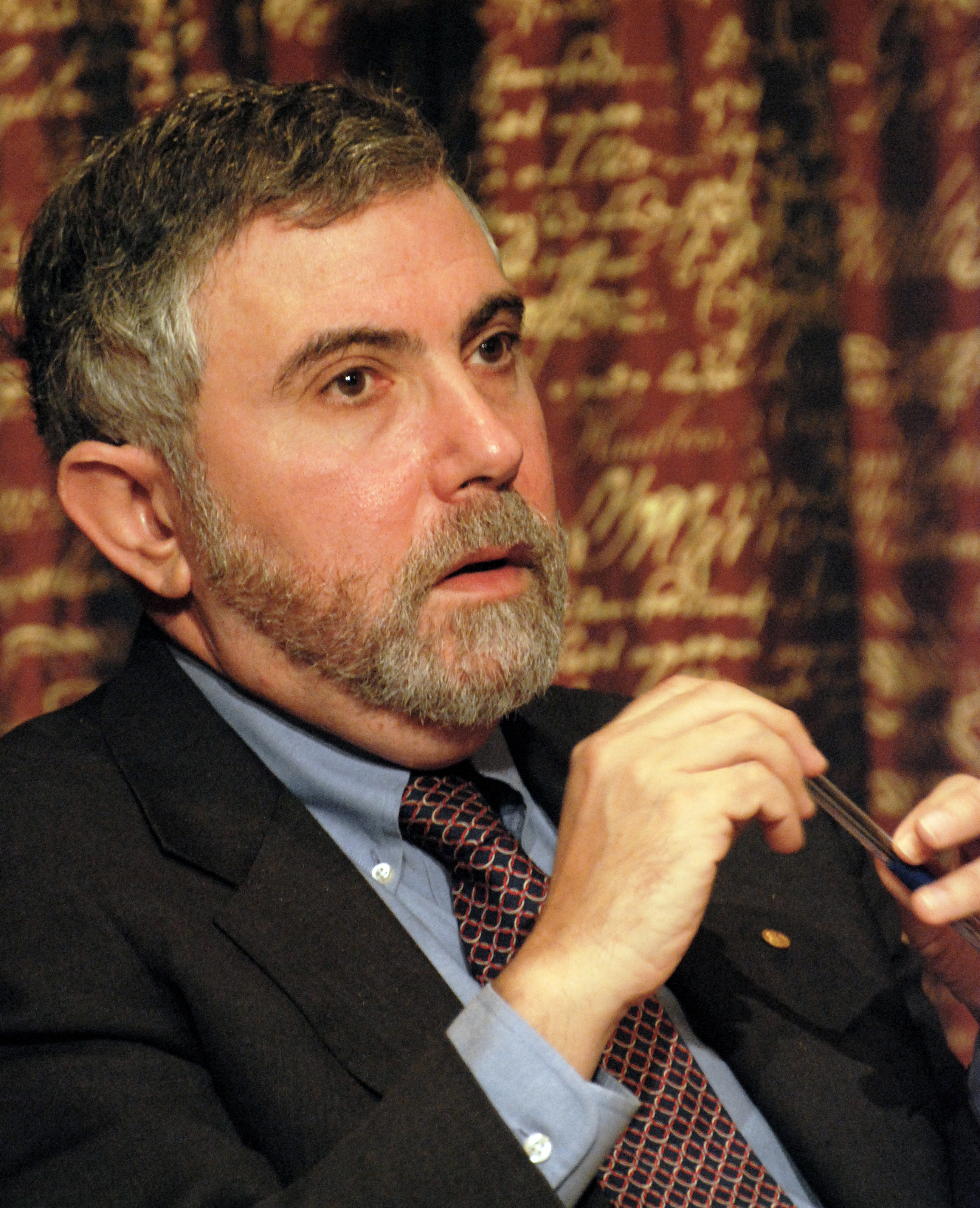
Paul Krugman (* 1953)

- Krugman, Saul (1911–1995), US-amerikanischer Mediziner

### Krugn
- Krügner, Johann Gottfried der Ältere († 1769), sächsischer Kupferstecher
- Krügner, Richard (1853–1936), deutscher Fabrikant von Eisenkonstruktionen
- Krügner, Salesius (1781–1842), katholischer Priester, Abt des Klosters Osek

### Krugo
- Krugowoi, Danil Wladislawowitsch (* 1998), russischer Fußballspieler